# Pluguffan
Pluguffan [plygyfɑ̃] est une commune du département du Finistère, dans la région Bretagne, en France. Elle est située à 8 kilomètres environ à l'ouest de Quimper.

## Géographie

### Situation
Pluguffan est situé au sein de la Cornouaille en pays Glazig, à la limite du pays Bigouden.

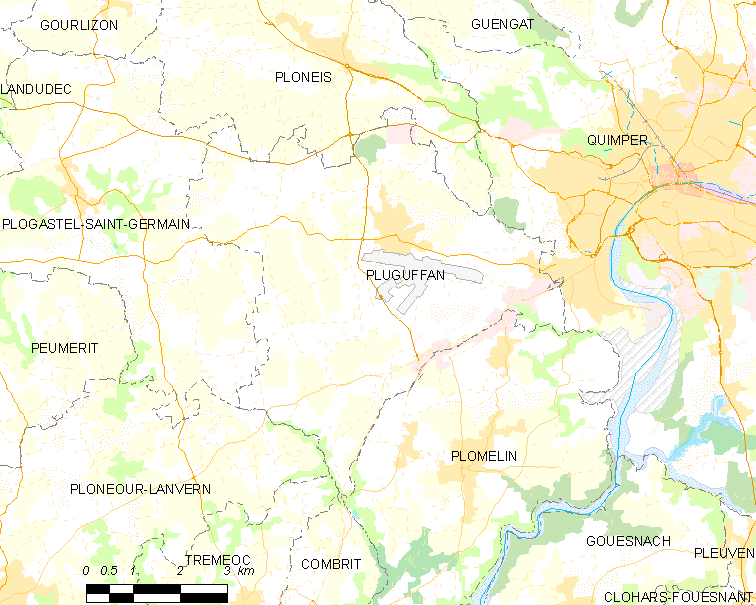
Pluguffan et les communes avoisinantes.

|                         | Plonéis   | Quimper  |
| Plogastel-Saint-Germain | Plugaffan |          |
| Plonéour-Lanvern        | Tréméoc   | Plomelin |

### Relief et hydrographie
Paul Aveneau de La Grancière écrit en 1896 que Pluguffan « offre une série de vallonnements parfois très accentués et qui sont d'un aspect tantôt riant, tantôt sauvage ».
Les points les plus élevés du finage communal sont situés à ses périphéries nord-est (155 mètres au lieu-dit "l'Enfer" et 152 
Mètres au terrain militaire du "Centre d'Essais des Landes", 136 mètres au lieu-dit "Purgatoire"), ouest (154 mètres près de Menez Boutin et 144 mètres à l'ouest de Kroashent Kernaveno, à la limite communale avec Plogastel-Saint-Germain et sud-ouest (146 mètres au nord-ouest du hameau de "Leubin", près de la limite communale avec Plogastel-Saint-Germain également.
La partie centrale du territoire communal forme un plateau légèrement bosselé situé, y compris au niveau du bourg (désormais ville), aux alentours d'une centaine de mètres d'altitude, mais dont l'altitude décroît légèrement et progressivement en allant vers le sud (l'aéroport est vers 80 mètres d'altitude) ; les points les plus bas sont dans les vallées de plusieurs petits cours d'eau qui ont tous leur source dans la commune ; dans la partie ouest de la commune se trouvent celles du Corroac'h, lequel se jette dans le fond de l'anse de Combrit, et à plusieurs de ses petits affluents ; une autre vallée est celle du Dour Ru, qui coule vers l'est et se jette dans le fond de la Baie de Kerogan entre les châteaux de Keraval et Kerlagatu, tous deux étant en fait des sous-affluents de la ria de l'Odet. Ces deux cours d'eau coulent chacun vers 57 mètres d'altitude lorsqu'ils quittent le territoire communal et le fond de vallée d'un affluent du premier cité est marécageux dans sa partie aval, longée par le tracé de l'ancienne voie ferrée Quimper-Pont-l'Abbé, désormais voie verte ; la vallée du Ruisseau de Keriner, dont le tracé sert un temps de limite nord de la commune avec Quimper (anciennement avec Penhars), un petit fleuve côtier qui coule ouest-est, est aussi un affluent de rive droite de la ria de l'Odet et quitte la commune à 12 mètres d'altitude seulement. Ces cours d'eau ont alimenté par le passé plusieurs moulins.
La commune est située dans le bassin Loire-Bretagne. Elle est drainée par le Corroac'h, le Keriner et divers autres petits cours d'eau,.
Le Corroac'h, d'une longueur de 17 km, prend sa source dans la commune de Plonéis et se jette  dans l'Odet en limite de Plomelin et de Combrit, après avoir traversé six communes. 

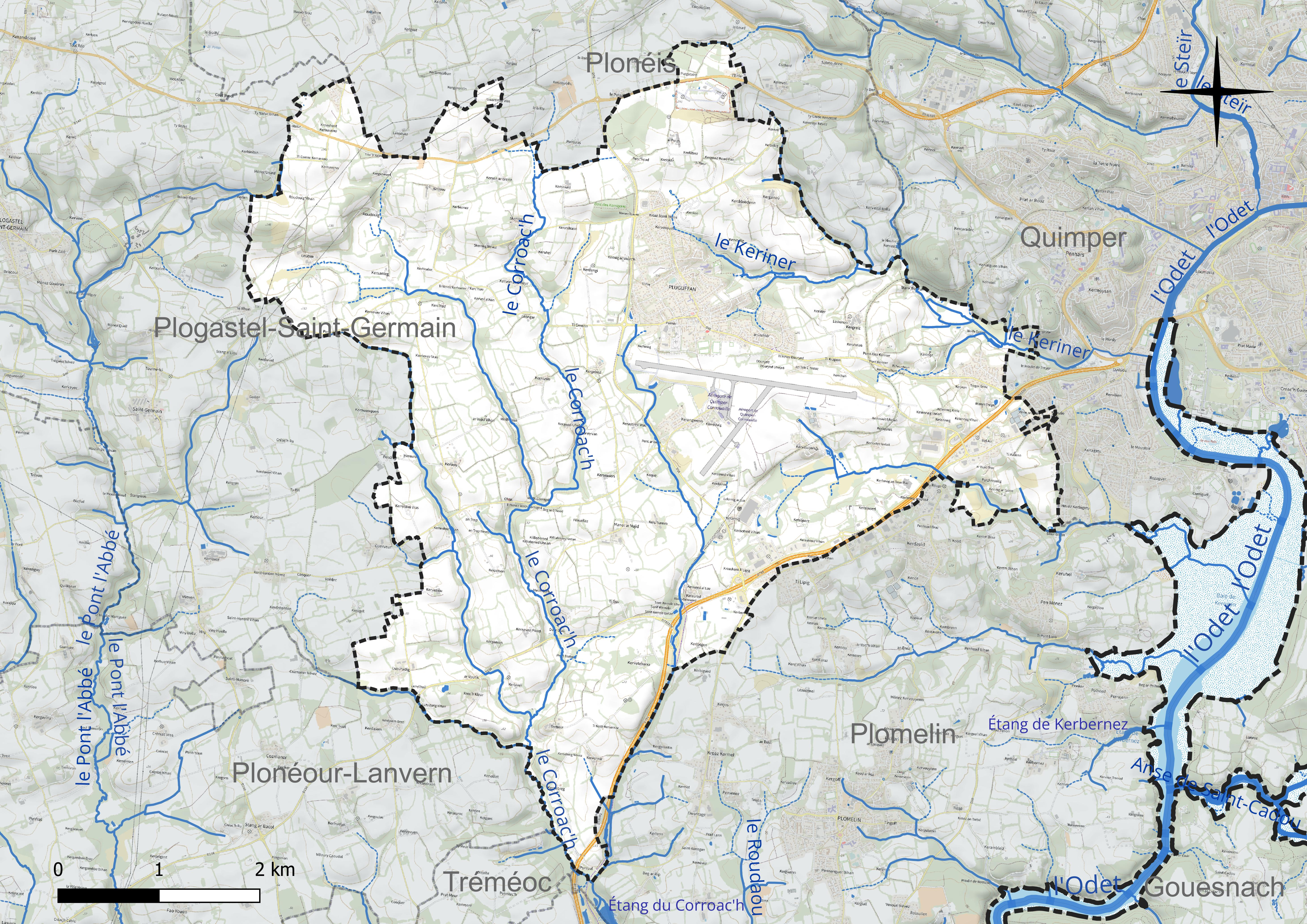
Réseau hydrographique de Pluguffan.

### Climat
Le climat qui caractérise la commune est qualifié, en 2010, de « climat océanique franc », selon la typologie des climats de la France qui compte alors huit grands types de climats en métropole. En 2020, la commune ressort du type « climat océanique » dans la classification établie par Météo-France, qui ne compte désormais, en première approche, que cinq grands types de climats en métropole. Ce type de climat se traduit par des températures douces et une pluviométrie relativement abondante (en liaison avec les perturbations venant de l'Atlantique), répartie tout au long de l'année avec un léger maximum d'octobre à février.
Les paramètres climatiques qui ont permis d'établir la typologie de 2010 comportent six variables pour les températures et huit pour les précipitations, dont les valeurs correspondent à la normale 1971-2000. Les sept principales variables caractérisant la commune sont présentées dans l'encadré ci-après.
| Paramètres climatiques communaux sur la période 1971-2000 - Moyenne annuelle de température : 11,4 °C - Nombre de jours avec une température inférieure à −5 °C : 0,7 j - Nombre de jours avec une température supérieure à 30 °C : 1,2 j - Amplitude thermique annuelle : 10,9 °C - Cumuls annuels de précipitation : 1 115 mm - Nombre de jours de précipitation en janvier : 16 j - Nombre de jours de précipitation en juillet : 8,4 j |

Avec le changement climatique, ces variables ont évolué. Une étude réalisée en 2014 par la Direction générale de l'Énergie et du Climat complétée par des études régionales prévoit en effet que la  température moyenne devrait croître et la pluviométrie moyenne baisser, avec toutefois de fortes variations régionales. La station météorologique de Météo-France installée sur la commune et mise en service en 1967 permet de connaître l'évolution des indicateurs météorologiques. Le tableau détaillé pour la période 1981-2010 est présenté ci-après.
La température moyenne annuelle évolue de 11,5 °C pour la période 1971-2000, à 11,8 °C pour 1981-2010, puis à 12 °C pour 1991-2020.
| Mois                                  | jan.             | fév.            | mars          | avril           | mai            | juin            | jui.            | août           | sep.           | oct.            | nov.            | déc.            | année      |
| ------------------------------------- | ---------------- | --------------- | ------------- | --------------- | -------------- | --------------- | --------------- | -------------- | -------------- | --------------- | --------------- | --------------- | ---------- |
| Température minimale moyenne (°C)     | 4,2              | 3,8             | 5,2           | 6,3             | 9,2            | 11,7            | 13,6            | 13,6           | 11,8           | 9,7             | 6,6             | 4,7             | 8,4        |
| Température moyenne (°C)              | 6,8              | 6,7             | 8,5           | 10,1            | 13,1           | 15,8            | 17,7            | 17,8           | 15,8           | 12,8            | 9,5             | 7,4             | 11,9       |
| Température maximale moyenne (°C)     | 9,4              | 9,7             | 11,9          | 13,9            | 17             | 19,8            | 21,7            | 21,9           | 19,8           | 16              | 12,4            | 10              | 15,3       |
| Record de froid (°C) date du record   | −10,1 13.01.1987 | −8,4 07.02.1991 | −7 07.03.1971 | −2,2 11.04.1978 | 0,3 05.05.1979 | 3,9 04.06.1975  | 6,6 12.07.1970  | 6,9 31.08.1986 | 4,2 28.09.1987 | −1,2 29.10.1997 | −4,6 29.11.10   | −7,2 10.12.1987 | −10,1 1987 |
| Record de chaleur (°C) date du record | 16,9 26.01.1983  | 18,6 24.02.19   | 23,3 19.03.05 | 27,1 23.04.1984 | 30,3 25.05.12  | 35,9 30.06.1976 | 34,9 12.07.1983 | 35,8 09.08.03  | 31,1 07.09.21  | 26,8 02.10.11   | 19,7 13.11.1989 | 17,7 19.12.15   | 35,9 1976  |
| Ensoleillement (h)                    | 65,9             | 85,7            | 126,5         | 170,7           | 194,2          | 215,9           | 194,3           | 194            | 177,3          | 111,5           | 77,9            | 70,1            | 1 683,8    |
| Précipitations (mm)                   | 151,1            | 120,4           | 98,9          | 90,2            | 90,2           | 59,3            | 67,2            | 64,6           | 86,9           | 130,1           | 139,7           | 151,6           | 1 250,2    |

### Transports
« Autrefois (...) on ne pouvait parvenir à Pluguffan et à ses principaux villages que par des chemins de traverse épouvantables (...) à peine assez larges pour le passage d'une charrette (...) ils sont sur la pente des collines de véritables escaliers taillés dans le roc et, dans les vaux profonds et ténébreux, d'affreuses fondrières où les bœufs (c'était le seul moyen de locomotion) entraient jusqu'au poitrail et le véhicule jusqu'au moyeu ».

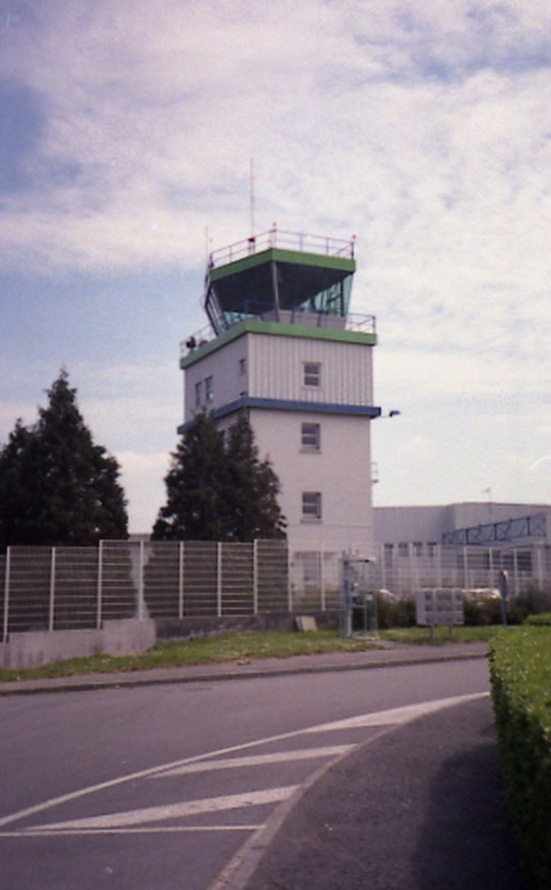
Tour de contrôle de l'aéroport de Quimper-Bretagne.

Le bourg de Pluguffan est desservi par la D 40 depuis Quimper. Mais les axes routiers les plus importants qui traversent la commune évitent le bourg : la D 785 (ancienne Route nationale 785), dite "Transbigoudène", est une voie rapide de type voie express qui relie Quimper à Pont-l'Abbé et dessert la partie sud de la commune par plusieurs échangeurs (Treiger Creiz, Bel-Air, Kerhascoët et Ti-Lipig) à proximité desquels se sont développées plusieurs zones d'activités économiques situées pour certaines en Pluguffan, pour d'autres en Plomelin. Le nord de la commune est longé un temps par la D 784 (ancienne Route nationale 784) de Quimper à Audierne et la pointe du Raz. La D 56, axe routier nord-sud, traverse la partie ouest de la commune, venant de Plonéis et se greffe sur la Transbigoudène à l'échangeur de Ti-Lipig. Un important trafic routier l'emprunte car, ajoutée à un tronçon de la D 784, cette route sert de voie d'évitement pour contourner l'agglomération de Quimper par l'ouest et le nord, en utilisant la D 100 (rocade nord de Quimper).
La commune était traversée par la voie ferrée de Quimper à Pont-l'Abbé entre 1884 et 1989, date de la fermeture du tronçon encore en service pour le trafic marchandises pour la section allant de Quimper à Kelarnig (lieu qui avait l'inconvénient d'être éloigné du bourg), où existait une gare desservant l'entreprise Doux. Ce tronçon est en cours de reconversion en voie verte, prolongeant la voie verte déjà en service sur le reste de cette ancienne ligne ferroviaire jusqu'à Pont-l'Abbé.
L'aéroport de Quimper-Bretagne est situé en totalité sur le territoire communal ; depuis novembre 2023 ce n'est plus qu'un aérodrome en raison de la fermeture de la dernière liaison aérienne régulière, qui était la liaison Quimper-Orly assurée en dernier par la compagnie Chalair.

### Paysages et habitat
Le paysage agraire traditionnel de la commune était le bocage avec un habitat dispersé en écarts formés de hameaux ("villages") et feres isolées. Mais ce payage a été totalement transformé par le remembrement agricole d'une part, mais surtout par l'urbanisation importante de la commune en raison de la proximité de Quimper : le bourg, qui n'avait que 300 habitants agglomérés en 1896 (et encore Paul Aveneau de La Grancière écrit qu'« il s'est considérablement accru depuis la construction de la route de Quimper à la grève de Penhors » [actuelle D 40]), a considérablement grossi depuis la Seconde Guerre mondiale en raison de la prolifération de nombreux lotissements à sa périphérie. La route "Transbigoudène" est devenue un axe de développement d'activités économiques diverses à proximité des divers échangeurs desservant la commune.
Pluguffan est toutefois parvenu à limiter la rurbanisation de son territoire : la croissance du bourg, devenu une véritable ville, est par exemple limité à l'ouest par la D 40, toute la partie de la commune située à l'ouest de celle-ci a conservé son caractère rural, de même que les parties de la commune situées au nord et au sud du bourg (aidé pour cette dernière zone par les servitudes liées à la présence de l'aéroport qui ont freiné l'urbanisation à sa proximité). Par contre quelques lotissements se sont développés en périphérie de l'agglomération de Quimper le long de la D 40, notamment à l'est du château de Keriner.
« Depuis le début des années 2000, on assiste à une densification du centre-bourg. Pluguffan compte aujourd'hui 4 200 habitants soit 131 habitants au km². Dans les cinq années à venir, on peut s'attendre à une augmentation de la population de 800 habitants », indique en 2022 l'adjoint à l'urbanisme Ronan L'Her.
Face à l'augmentation démographique, et donc la pression immobilière, la densification de l'habitat suscite des résistances, à la suite de l'annonce de la construction de plusieurs logements collectifs : « Ce n'est pas évident parce que, d'un côté, les riverains nous accusent de défigurer le bourg et, de l'autre, la loi nous oblige à aller vers ce genre de petits collectifs (...). Nous n'avons pas d'autre choix que de densifier » déclare le maire, Alain Decourchelle, en mai 2023.

## Urbanisme

### Typologie
Au 1er janvier 2024, Pluguffan est catégorisée bourg rural, selon la nouvelle grille communale de densité à 7 niveaux définie par l'Insee en 2022.
Elle appartient à l'unité urbaine de Quimper, une agglomération intra-départementale dont elle est une commune de la banlieue,. Par ailleurs la commune fait partie de l'aire d'attraction de Quimper, dont elle est une commune de la couronne,. Cette aire, qui regroupe 58 communes, est catégorisée dans les aires de 200 000 à moins de 700 000 habitants,.

### Occupation des sols

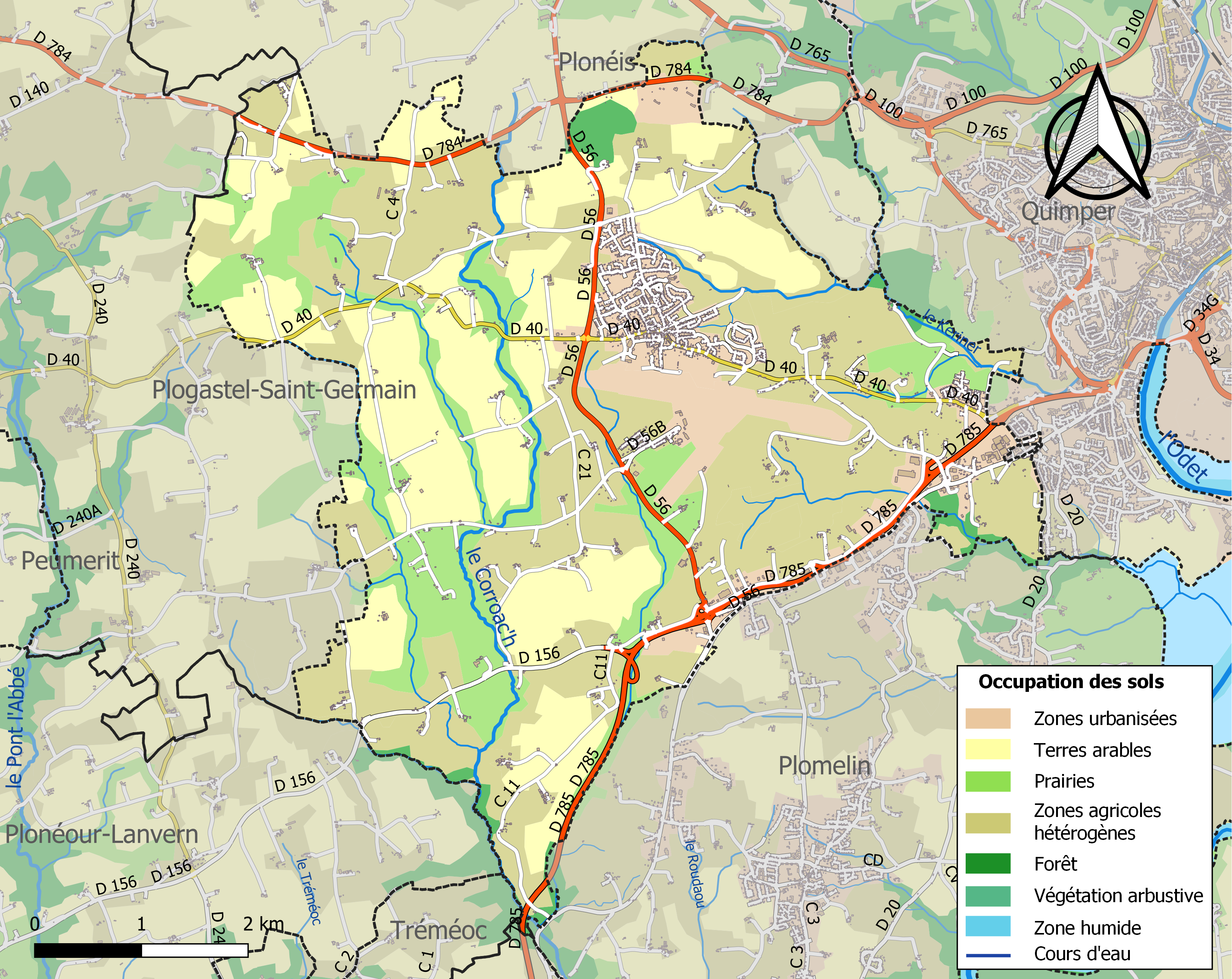
Carte des infrastructures et de l'occupation des sols de la commune en 2018 (CLC).

Le tableau ci-dessous présente l'occupation des sols de la commune en 2018, telle qu'elle ressort de la base de données européenne d'occupation biophysique des sols Corine Land Cover (CLC).
| Type d'occupation                                                                   | Pourcentage | Superficie (en hectares) |
| ----------------------------------------------------------------------------------- | ----------- | ------------------------ |
| Tissu urbain discontinu                                                             | 5,2 %       | 168                      |
| Zones industrielles ou commerciales et installations publiques                      | 3,7 %       | 118                      |
| Aéroports                                                                           | 2,9 %       | 94                       |
| Terres arables hors périmètres d'irrigation                                         | 26,2 %      | 846                      |
| Prairies et autres surfaces toujours en herbe                                       | 15,5 %      | 501                      |
| Systèmes culturaux et parcellaires complexes                                        | 38,4 %      | 1240                     |
| Surfaces essentiellement agricoles interrompues par des espaces naturels importants | 6,0 %       | 195                      |
| Forêts de feuillus                                                                  | 1,0 %       | 32                       |
| Forêts mélangées                                                                    | 1,0 %       | 31                       |
| Source : Corine Land Cover                                                          |             |                          |

## Toponymie
Le nom de la localité est attesté sous les formes Ploecuvan en 1220, Ploeguffan en 1405, Pluguen en 1599, Pluhuan et Pluguan au XVIIe siècle.
Pluguffan vient du breton plou- [ploe] qui signifie paroisse et de Cuvan, un saint breton (devenu Cuffan), « la paroisse de Saint Cuvan/Cuan ». Ce saint breton est totalement inconnu et n'a même peut-être jamais existé : des indices de diverses archives laissent penser que la patronne primitive de la paroisse pourrait être sainte Guen, dont le nom aurait été transformé par confusion au Haut Moyen Âge, ce que le nom en breton de la paroisse semble confirmer. En breton, la ville se nomme Pluguen.
Il a existé dans le village de Keranguen [Kerangwenn], situé à 1 km au sud du bourg, une chapelle Sainte-Guen et, au village de Saint-Guénolé [Sant Wenole], une chapelle dédiée à saint Guénolé, ce qui tend à confirmer la véracité de cette hypothèse.

## Histoire

### Préhistoire et Antiquité
Plusieurs vestiges archéologiques prouvent une occupation humaine dès le Néolithique : le dolmen de Ménez-Liaven, classé monument historique, situé dans le Bois des Korrigans (Koad-ar-C'horriged en breton) ; un autre dolmen, déjà en partie détruit en 1896, est signalé à Coatfao [Koad Fao] par Paul Aveneau de La Grancière ; les tumuli de Kervernar (reconstitué au Musée de la Préhistoire de Penmarch) et de Kereuret. Un habitat du deuxième âge du fer a été découvert à Keriner et a fait l'objet d'une fouille de sauvetage.
L'oppidum de Kercaradec, situé en Penhars (désormais en Quimper), mais à proximité immédiate de la commune de Pluguffan, est « un retranchement circulaire, formé avec des pierrailles amoncelées à une hauteur de deux mètres soixante-cinq centimètres. Cette enceinte a un mètre soixante-cinq centimètres de largeur à son sommet, et ses flancs sont en talus. Son diamètre est de cent quinze mètres cinquante centimètres. Elle est environnée d'un large fossé » écrit en 1844 le Chevalier de Fréminville. Il poursuit en précisant qu' « on y remarque quatre portes diamétralement opposées deux à deux, c'est-à-dire que deux de ces ouvertures sont du côté de l'est, et les deux autres vis-à-vis, du côté de l'ouest », que  « la colline sur laquelle il est établi domine toute la contrée ».
La voie romaine allant de Civitas Aquilonia (Quimper) à la Pointe du Raz passait par Pluguffan, y entrant près de Kervastal, longeant le Bois des Korrigans, passait au sud du manoir de Kersanteg[Kersantec] et sortait du territoire de Pluguffan à Penn Alez ; des traces de forges à bras et des amas de scories ont été trouvés à proximité de cette voie en plusieurs endroits, ainsi que des poteries (bol à pied, culot d'amphore, vases ovoïdes, écuelles, …) datant de l'époque gallo-romaine. Des traces d'un établissemt gallo-romain existent près de Kersanteg où une légende raconte qu'un trésor de trois barriques remplies d'or aurait été caché.

### Moyen Âge
Au Moyen Âge la paroisse de Pluguffan,de création probable dès le VIe siècle, époque de création des plous, ou au plus tard au IXe siècle, faisait partie du Cap Caval, plus précisément du Quéménet (ou Kemenet) dont le siège se trouvait à Penhars, dit encore Quéménet-Even, à l'origine du nom de la commune de Quéménéven (car il aurait appartenu à Even, comte de Léon au Xe siècle, puis à sa descendance), châtellenie des vicomtes du Léon enclavée dans le comté de Cornouaille au XIIe siècle. Il est possible qu'elle se soit étendue à l'origine sur les deux pagi (« pays ») du Cap Sizun et du Cap Caval, mais, au XIIIe siècle, elle ne se composait plus que d'une douzaine de paroisses (dont Plouhinec, Plozévet, Pluguffan, Penhars, Plonéis, Guengat et Plogonnec) au sud-ouest et à l'ouest de Quimper,.
À Stank Rohan (Stang Rohan), sur la colline de Kercaradec, subsistent quelques vestiges (dont des murailles) de l'ancien Kemenet, qui régnait alors sur la Cornouaille. « C'est un retranchement circulaire ayant environ 350 pieds de diamètre, entouré d'une enceinte de pierrailles amoncelées sur une hauteur de 8 pieds et sur une épaisseur de 7 à 5. Tout autour règne un large fossé. On pénètre dans ce retranchement, que les paysans nomment Er-C'hastel, la "place forte", par quatre portes diamétralement opposées deux à deux, à l'est et à l'ouest. (...) Au centre de l'enceinte [se trouve] un dolmen assez bien conservé ». Mais ce castel a été en partie démantelé par un nouveau propriétaire en 1926-1927.

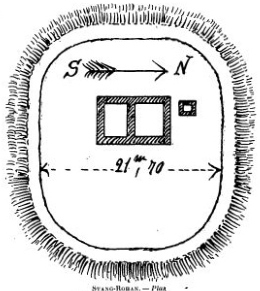
Plan de la motte féodale de Stang-Rohan (dessin du chanoine Abgrall).
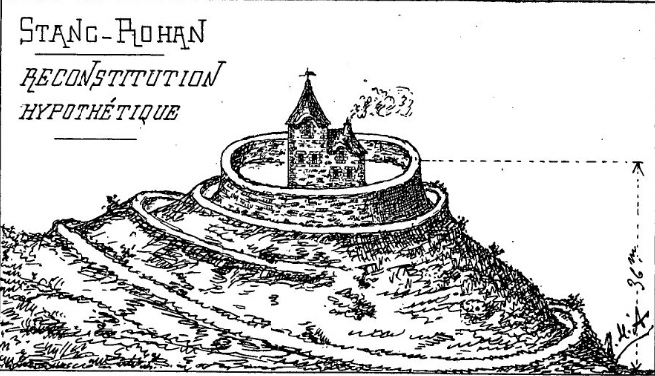
La motte féodale de Stang-Rohan (reconstitution hypothétique par le chanoine Abgrall).

Le Chevalier de Fréminville décrit ces vestiges tels qu'ils subsistaient en 1844 : « Sur une petite éminence (...) On aperçoit les restes d'une de ces anciennes tours isolées (...) bâtie sur une butte de terre artificielle, et elle était environnée d'un fossé revêtu d'un retranchement extérieur circulaire dont on distingue très bien le contour. L'édification de ce genre de forteresse remonte au neuvième ou au dixième siècle. La tour de Stang Rohan était le chef-lieu féodal du fief de Quémenet (Kemenet) qui comprenait les paroisses de Plomelin et de Pluguffan, et qui relevait de l'illustre maison de Rohan (...).
A. Marteville et P. Varin écrivent que « sur une colline moins élevée que celle d'ar-C'hastel, et qui est séparée de celle-ci par un vallon marécageux, on voit les restes d'une de ces tours isolées qu'aux neuvième et dixième siècles on bâtissait souvent sur des éminences : cette tour appartenait aux Rohan, qui étaient seigneurs du fief de Quéménet, lequel comprenait les paroisses de Plumelin et de Pluguffan ».
Outre Quéménet, deux autres fiefs, disposant aussi des droits de haute, moyenne et basse justice, s'étendaient en partie en Pluguffan : celui de Coatfao (dont le siège était en Pluguffan) et celui de Pratanras (dont le siège était en Penhars). Selon Jean-Baptiste Ogée, les maisons nobles de Coëtfao, Quernesic, la Boëxière (Boissière) et Trémillec appartenaient en 1380 à René de Trémillec, sieur de la Boëxière et de Trémillec. Le donjon du château de Keriner date du XVe siècle et il reste quelques pans de murs de l'ancien château, qui dépendait de la seigneurie de la Boissière, et dans lequel La Fontenelle aurait séjourné. Le manoir et la seigneurie de Kerascoët appartenaient au XVe siècle à la famille Le Barbu ; le manoir de Lesconan à la famille Le Lart ; d'autres manoirs existaient, par exemple celui de Kersantec (totalemet disaru de nos jours, la maison actuelle datant de 1878).
La bataille de Dour Ru oppose des paysans révoltés du Poher, dirigés par Yann Plouyé qui, après avoir mis à sac Quimper le 30 juillet 1490, sont battus le 4 août 1490 à Penhars par une coalition regroupant des gentilhommes et bourgeois de Quimper aidés par des troupes ducales ; les insurgés en fuite sont écrasés et massacrés le 6 août 1490 au lieu-dit la Boixière, dans le quartier de l'ancienne seigneurie de Kerfoënnec Ar Gorre, en Pluguffan, surnommé depuis Dour Ru ("Eau rouge") , nom qui aurait pour origine l'eau rougie par le sang des révoltés en raison du carnage survenu et que le nom de Prad-ar-Mil-Goff ("prairie des mille ventres") désigne encore une parcelle de terre. « Il fut tué plus de 1 500 paysans ; les autres se sauvèrent à la faveur des haies». Un monument a été érigé en 1990 lors du 500e anniversaire de ce combat, juste à la limite communale avec Plomelin, à proximité de l'échangeur de Bel-Air.

« Ils quittent la ville [Quimper] s'acheminant vers Pratanraz où ils font halte et aux environs où gens de cheval ne pouvaient que bien difficilement et sans péril les attaquer. Et ainsi résolus en ces lieux qui étaient montagneux, le dimanche quatrième d'août, qui fut quatre jours après leur entrée dans la ville de Quimper, ils furent chargés et défaits, premièrement près dudit Pratanraz ; puis, s'étant ralliés en un grand pré, près la Boëxière, sur le chemin du Pont [Pont-l'Abbé], s'entrecourageant les uns les autres, font ferme derechef, avec une forte résolution de vaincre ; mais ils furent derechefs défaitssans beaucoup de résistance par leurs adversaires, qui étaient enflés par le succès de leur première rencontre. »

### Époque moderne
Des nobles de Pluguffan participèrent aux combats des Guerres de la Ligue : Alain de Kerloaguen, sieur de Kerhausen et de la Boixière, fut tué et le sieur de Brignou (un cadet de la famille de Plœuc) fut blessé à Plestin par des soldats de la garnison de Tonquédec aux ordres du duc de Mercœur.
Dans le tome 2 de son roman historique Aliénor, prieure de Lok-Maria (époque de la Ligue, 1594), règne de Henri IV, Pitre-Chevalier décrit l'affreuse misère des habitants de Tréogat, Peumerit et Pluguffan pendant les Guerres de la Ligue : « elle vit de pauvres pen-ty, décharnés par la souffrance et la faim, couverts de haillons moins effrayants que leurs figures sortir comme des fantômes des taillis et des clos de genêts, se réunir en troupes à l'ombre des talus et des grands chênes, mettre le feu aux ajoncs de la lande pour y jeter un reste de semence, s'atteler comme des bêtes de somme à la charrue commune, ou même s'accroupir sur le sol et creuser la terre avec leurs ongles, afin d'avoir quelques grains de blé l'année suivante, si les brigands n'en faisaient pas manger l'herbe par leurs chevaux !.. » ; il décrit ensuite la peur des loups devenus très nombreux.
En 1542 la seigneurie de Coatfao, qui appartenait depuis 1441 aux Barons du Pont est vendue au seigneur de Pratanras, Rolland de Lezongard, puis par mariage aux mains successivement des familles du Quélennec, puis Visdelou (à la fin du XVIe siècle). En 1631-1632, le marquis de Pont-Croix, alors seigneur de Quéménet et Pratanras, céda au seigneur du Brieux une partie des terres dépendant de Pratanras. Par la suite, mais avant 1731, la seigneurie de Pratanras passe aux mains de la famille de Derval, puis par mariages successifs d'héritières des familles de la Mark, puis en 1749 d'Arenberg, avant d'être achetée par René Madec en 1781.
Le marquis Sébastien de Molac de Rosmadec, né en 1658 et décédé le 3 novembre 1700 à Paris, jouissait dans la paroisse de Pluguffan de « supériorité, préminences d'église, fondateur, droits de bancs et escabeaux et tous autres droits seigneuriaux et honorifiques d'icelle, comme en estant le premier suserain et le seul seigneur haut justicier », mais ces droits lui furent contestés par l'abbesse de l'abbaye Notre-Dame de Kerlot en raison d'un acte de vente survenu le 6 avril 1656 signé par son père mais contesté par Sébastien de Molac de Rosmadec.

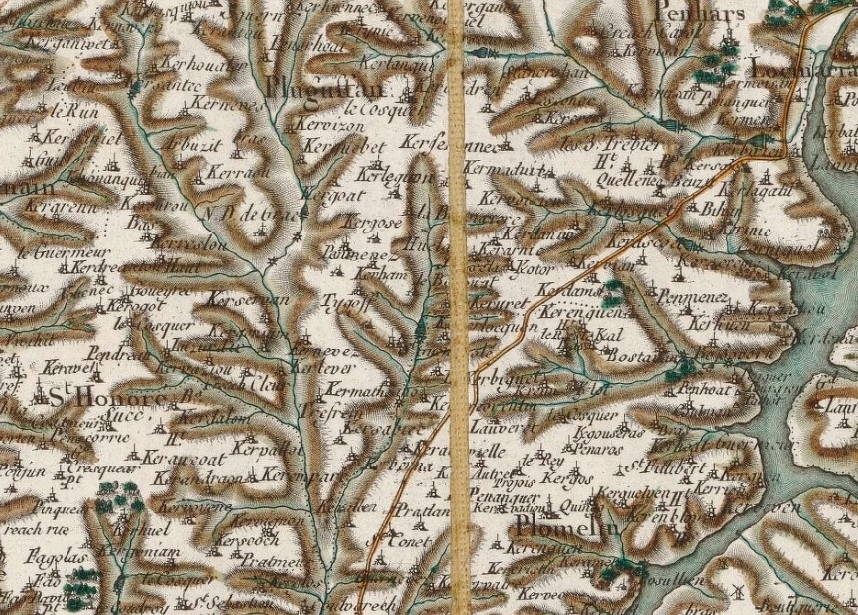
Carte de Cassini de Pluguffan (1783).

En 1759, la paroisse de Pluguffan devait chaque année fournir 24 hommes pour servir de garde-côtes.
Jean-Baptiste Ogée décrit ainsi Pluguffan en 1778 :

« Pluguffan ; sur une hauteur ; à 1 lieue trois-quarts à l'Ouest-Sud-Ouest de Quimper, son évêché, sa subdélégation et son ressort ; à 40 lieues de Rennes ; cette paroisse relève du Roi et compte 1 500 communiants ; la cure est présentée par le trésorier de l'Église Cathédrale. Ce territoire, qui est plein de vallons, est couvert d'arbres et de buissons ; il renferme des terres bien cultivées et fertiles (...). »

### Révolution française
Les paroissiens de Pluguffan se réunirent le 10 avril 1789, qui comprenait alors 224 feux élurent trois délégués : Noël Helaouet (de Squernec), Corentin Le Joncour (de Luzuridic) et Mathieu Couchouren (de Penanvreac'h), pour les représenter à l'assemblée du tiers-état de la sénéchaussée de Quimper au printemps 1789. Ils rédigèrent un cahier de doléances recopiant celui de Plonéis pour l'essentiel, ajoutant seulement la demande de suppression du tirage au sort pour la milice garde-côtes.
Nicolas Louboutin, prêtre originaire de Guengat, recteur réfractaire, exerce pendant la Terreur son ministère clandestinement à Pluguffan, puis émigré en Espagne en 1797 ; il revient en 1800.

### LeXIXesiècle
En 1810 le préfet du Finistère autorise la vente des décombres de la Chapelle Neuve (qui était située dans le village de la Grande Boissière) afin de financer les frais de réparation de la toiture de l'église paroissiale.
Le 28 septembre 1814 le conseil municipal prête serment de fidélité au roi Louis XVIII. La naissance du duc de Bordeaux le 29 septembre 1820 provoqua l'organisation d'une grande fête religieuse, avec procession jusqu'à la Croix-Neuve (alors récemment restaurée) le 29 avril 1821 à Pluguffan, suivie d'un feu de joie allumé aux cris de « Vive le Roi ! Vive le duc de Bordeaux ! Vivent à jamais les Bourbons ! ».
A. Marteville et P. Varin, continuateurs d'Ogée, décrivent ainsi Pluguffan en 1853 :

« Pluguffan : commune formée de l'ancienne paroisse de ce nom ; aujourd'hui succursale. (...) Principaux villages : Kernaveno, Kerbasquiou, la Boëxière, Kerraon, Kercluéden, Kergreis, Trefrein. Manoir de Tréguer. Superficie totale 3 209 hectares, dont (...) terres labourables 1 268 ha, prés et pâturages 187 ha, bois 166 ha, vergers et jardins 66 ha, landes et incultes 1 430 ha (...). Moulins : 6 (de Kériner, de Kerléver, du Saut, Sterniguel, Poas, à eau). (...) Géologie : constitution granitique. On parle le breton. »

Stanislas de Lécluse de Longraye fut maire de Plufuffan de 1869 à 1919 ; clérical et réactionnaire, il fut révoqué en 1892 (on lui reprochait d'avoir accepté comme secrétaire de mairie la domestique analphabète d'un cabaretier), mais réélu peu après. C'était un  « vieux monarchiste , plus craint qu'aimé » selon la préfecture, « une bonté parfaite et un dévouement sans bornes » selon La Semaine religieuse de Quimper et de Léon. Une tension très vive et plusieurs procès opposa dans les dernières années du XIXe siècle l'instituteur public, Paul Le Bellec, qui menait une campagne acharnée contre les prêtres et l'école privée, et le recteur Louis Keraudren, accusé de critiquer violemment en chaire le gouvernement et antidreyfusard notoire, ainsi que son vicaire Louis Guéguen, accusé entre autres d'avoir refusé l'extrême-onction à un mourant et qui fut suspendu de traitement [depuis le Concordat de 1801 les prêtres étaient payés par l'État].
À la fin du XIXe siècle existaient à Pluguffan une école laïque, créée en 1858 et mixte jusqu'en 1880, date de construction d'une école des garçons, et une école libre, créée en 1883 par Guillaume Le Mao, recteur de Pluguffan entre 1876 et 1886) et une école de filles, créée en 1885, tenue par les Filles du Saint-Esprit.
Le pardon de Notre-Dame-de-Grâce était « l'un des plus redoutés de la gendarmerie pour les désordres qui s'y produisent ». Le 8 septembre 1875, vers 9 heures du soir, une rixe s'y produisit dans un débit de boisson installé sur place b les deux gendarmes présents intervinrent, mais durent user du sabre pour se dégager après avoir été assiégés pendant une partie de la nuit et emmener l'un des assaillants au poste de gendarmerie malgré les barricades de fagots dressées par les émeutiers.
Lors des élections municipales du 1er mai 1892 le recteur de Pluguffan menaça de refuser l'absolution aux électeurs de la liste républicaine et d'excommunication les membres de cette liste ; les membres de la liste réactionnaire (royaliste) furent tous élus. « La commune est en majorité chrétienne, cléricale et réactionnaire » écrit le journal Le Matin. Le recteur et le vicaire de Pluguffan eurent leur traitement supprimé. Ces élections furent annulées par le Conseil d'État en mai 1893, mais la liste réactionnaire fut ensuite réélue.
Vers 1896 les principales productions agricoles étaient le blé, le seigle, le sarrasin, l'avoine, les pommes de terre et l'élevage des bêtes à cornes de race bretonne, des chevaux et des porcs. La culture des plantes fourragères (choux, rutabagas, betteraves, carottes) s'est répandue et les landes, très étendues autrefois, sont pour ainsi dire toutes défrichées ; « les cultivateurs fréquentent assidûment les marchés de Quimper et de Pont-l'Abbé ». Paul Aveneau de La Grancière indique que les hommes portent toujours le costume breton, notamment « le gileten et le chupen, tous deux garnis d'un galon de velours noir et d'une large bordure brodée en soies de toutes couleurs », « deux pantalons l'un sur l'autre » et des sabots de bois ; l'antique bragoù bras n'est plus porté depuis quelques années. Le costume des femmes est également pittoresque ; mais « malheureusement les anciens costumes disparaissent de plus en plus, les jeunes gens se laissant entraîner à imiter le costume de la ville ».

### LeXXesiècle

#### La Belle Époque
Paul Aveneau de La Grancière écrit en 1896 que chaque dimanche, avant la messe, une procession fait le tour du cimetière entourant l'église et les fidèles, en suivant le clergé, prient sur les tombent de leus parents décédés.
La politique anticléricale du Bloc des gauches menée par Émile Combes conduit à l'expulsion des religieuses (Filles du Saint-Esprit) de l'école libre de Pluguffan le 16 août 1902, en application d'une circulaire adressée à tous les préfets le 9 juillet, qui concernait 3 000 établissements en France, dont 64 pour le département du Finistère. « Il y a eu beaucoup de cris de "Vivent les Sœurs !" mais aucun incident sérieux ». C'est le sujet de l'un des textes rédigés par Pierre Brélivet, cultivateur de la commune et écrivain, : Oberou Comb, Pe ar Seurezet, taolet er meaz euz ho ziez (Les œuvres de Combes, ou Les Sœurs jetées hors de leurs maisons). Composé de 150 vers, il témoigne du climat de tension dans lequel se déroulent les expulsions. Jean-Marie Déguignet considère de son côté que cette manifestation de soutien aux religieuses à Pluguffan est le fait de "fanatiques".

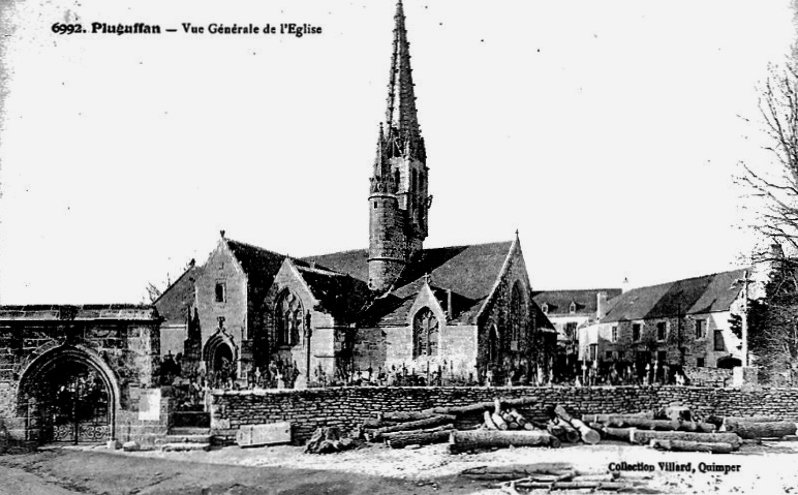
L'église paroissiale Saint-Cuffan entourée du cimetière au début du XXe siècle (carte postale Villard).
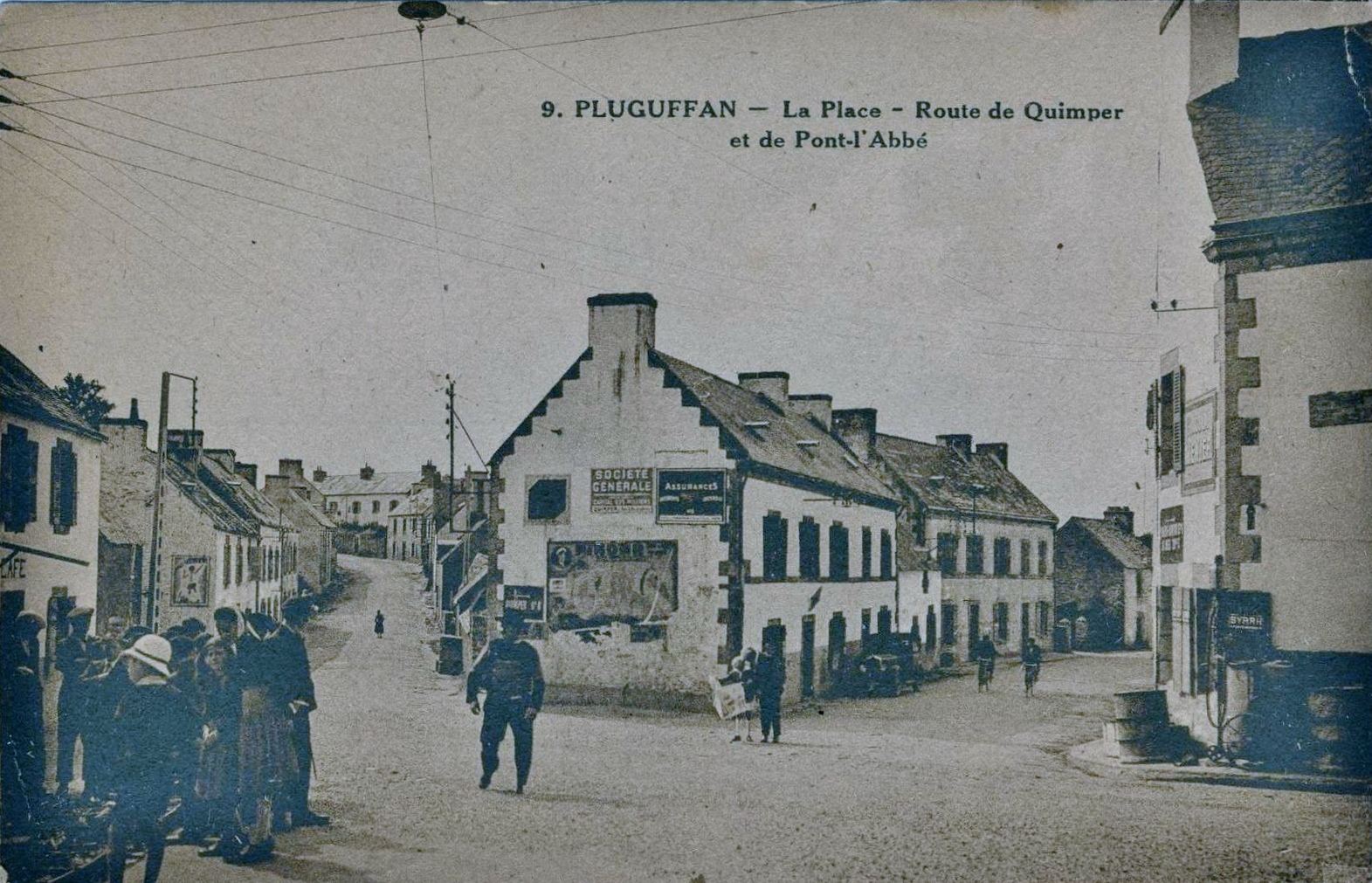
Pluguffan : la route de Quimper et Pont-l'Abbé au début du XXe siècle.
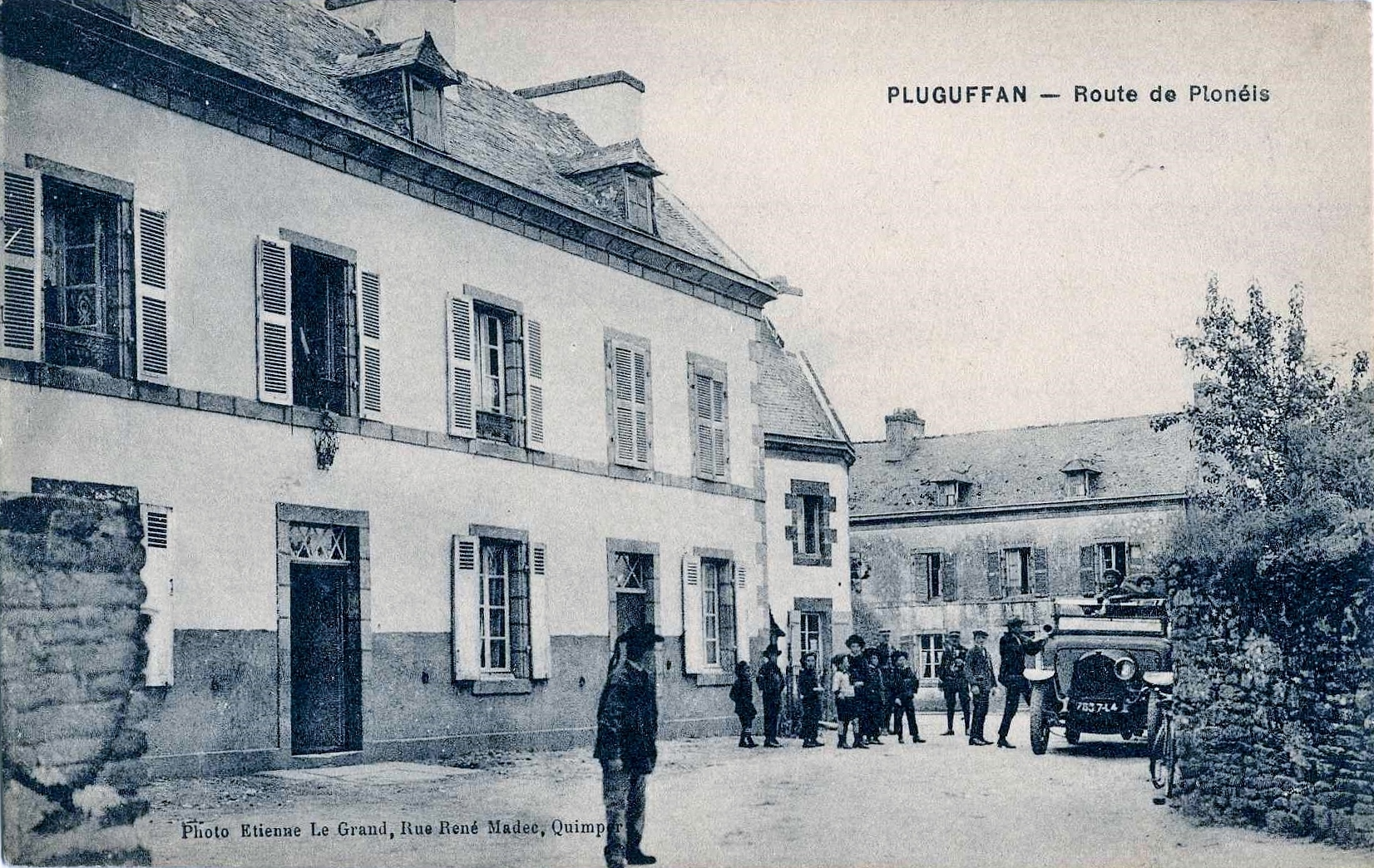
Pluguffan : la route de Plonéis au début du XXe siècle.
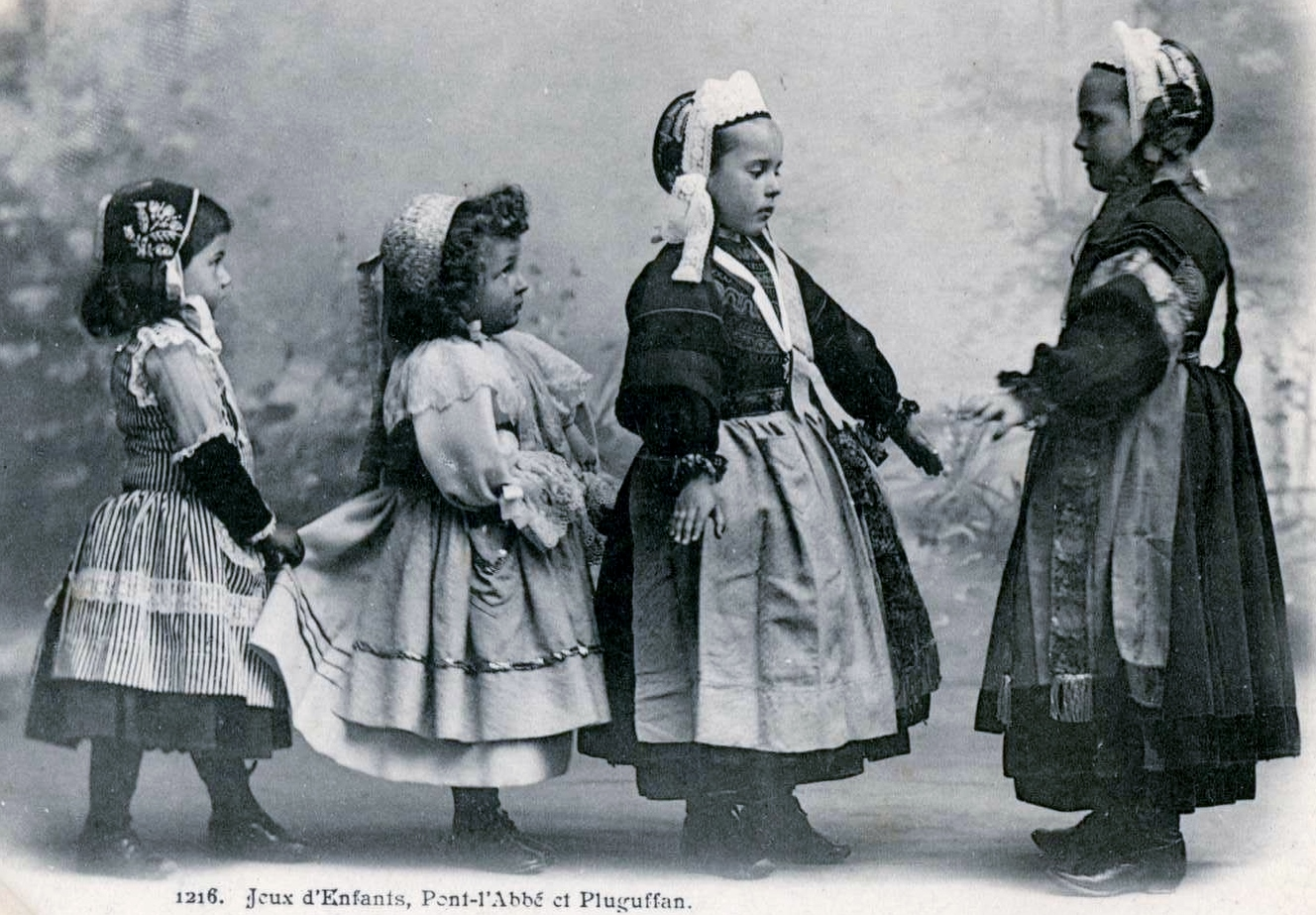
Enfants de Pluguffan et Pont-l'Abbé au début du XXe siècle.

#### La Première Guerre mondiale
Le monument aux morts de Pluguffan, édifié en 1923 par l'architecte Charles Chaussepied, porte les noms de 104 soldats morts pour la France pendant la Première Guerre mondiale. Parmi eux 5 (Jean Gales, Jean Guéguéniat, Alain L'Helguen, Pierre Le Coz et Yves Renevot) sont morts dès 1914 en Belgique (combats de Maissin et Rossignol) ; Auguste Le Quéau et Michel Bescond sont morts en Allemagne, dès 1914 pour le premier cité, en 1918 le 14 novembre (donc trois jours après l'armistice) alors qu'il y était en captivité pour le second cité ; Pierre Le Grand et Corentin Letty sont morts en Serbie alors qu'ils étaient membres de l'Armée française d'Orient ; Jean Le Brusq est mort en mer lors du naufrage du Provence II ; les autres sont décédés sur le sol français (parmi eux Jude Messager, chef de musique au 152e régiment d'infanterie, tué à l'ennemi le 17 octobre 1916 à Sailly-Saillisel (Somme), décoré de la Légion d'honneur et Guillaume Jacq, décédé des suites d'une maladie cntractée en service le 29 septembre 1919 à Quimper, donc plus de 10 mois après la fin de la guerre).

#### L'entre-deux-guerres

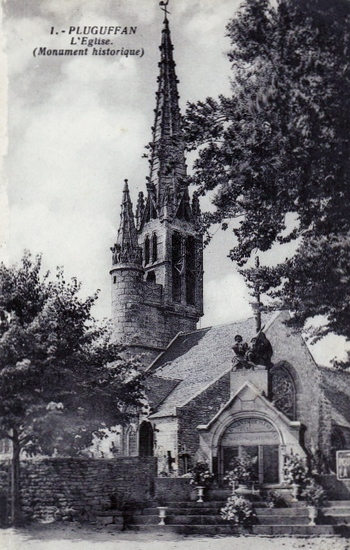
L'église paroissiale de Pluguffan et le monument aux morts vers 1930 (carte postale).

André Chevrillon décrit en 1920 une fête à Pluguffan (ou Plonéis)
Pendant dix ans (1927-1937) paraît un bulletin d'informations paroissial, le Kannadig Plugüen ("petit message de Pluguffan"). Arthur Le Beux, recteur de la paroisse à partir de 1920, en est le responsable. "On peut aisément constater, par la tonalité même des textes publiés par les "Kannadig" combien l'autorité morale du chef de la paroisse s'affirmait dans ces bulletins d'information, à une époque où le recteur jouait effectivement un rôle important au sein de la communauté, où ses avis étaient très écoutés de la plupart des familles".
La commune est électrifiée progressivement à partir de 1921 et le premier poste téléphonique est installé en 1931.
Le monument aux morts , installé sur la croix du jubilé (qui date du grand jubilé organisé dans la paroisse en 1875), est inauguré le 17 juin 1923. Le cimetière, qui se trouvait dans le placître entourant l'église, est transféré en 1933 à son emplacement actuel.
En 1934-1935 l'ancien terrain militaire de manœuvres du 118e régiment d'infanterie est transformé en aérodrome, lequel est inauguré le 28 juillet 1935 ; de futurs aviateurs de la France libre (Maurice Bon, Jacques Andrieux, Paul Borrossi) ont fréquenté l'aérodrome de Pluguffan à cette époque, l'aéroclub et son école de pilotage étant très actifs entre 1935 et 1939 ; le terrain s'ouvrira à l'aviation commerciale, devenant un aéroport à partir de 1960.

#### La Seconde Guerre mondiale
Le 18 juin 1940 les avions d'entraînement Caudron C.270, dits "Lucioles", sont abandonnés en flammes sur l'aérodrome de Pluguffan, afin d'éviter qu'ils ne tombent aux mains des Allemands et les 150 élèves de l'École de pilotage n°23 partirent vers l'Angleterre.
Le monument aux morts de Pluguffan porte les noms de 16 personnes mortes pour la France pendant la Seconde Guerre mondiale ; parmi elles René Le Gall, soldat au 4e bataillon du génie, tué à l'ennemi le 18 mai 1940 à Saint-Hilaire-sur-Helpe a été décoré de la Médaille militaire et de la Croix de guerre ; Jean-Louis Kerveillant est mort en déportation le 4 avril 1944, ainsi que Jean Lévènes, décédé le 5 janvier 1945 au camp de concentration de Dora et Jean-Louis Le Corre, résistant du réseau "Vengeance", arrêté sur dénonciation en mai 1944, déporté le 3 juin 1944 au camp de concentration de Neuengamme où il est mort quelques mois plus tard.
La commune compte en outre 107 prisonniers de guerre. La Liste officielle n°1 des prisonniers français, publiée le 12 août 1940 "d'après les renseignements fournis par l'Autorité militaire allemande", contient un premier nom de soldat pluguffanais, Germain Brélivet (219e R.I.). La plupart d'entre eux rentrent en avril et mai 1945. Une fête est organisée en leur honneur le 15 septembre 1945.
Par ailleurs, un résistant FTP de Léchiagat, Edgar Le Coz, fut tué accidentellement au casernement de Pluguffan.

#### L'après Seconde Guerre mondiale
En 1947 commence l'électrification des parties rurales de Pluguffan avec un programme de 10 transformateurs électriques (« la majorité des gens comprend la nécessité de ces travaux »), « mais le coût élevé des installations et l'obligation  de trouver sur place, sous forme d'emprunt, les fonds nécessaires sont autant d'obstacles à la modernisation des campagnes » ; le transformateur de la Chapelle est le premier construit et ce quartier  « sera bientôt doté également d'une ligne téléphonique ».
La gare de Pluguffan ferme en 1962 et la ligne de chemin de fer de Quimper à Pont-l'Abbé en 1989. La transformation en voie rapide à 2 fois 2 voies de la D 785 (ancienne Route nationale 785) est achevée en 1990 ; elle est dans le prolongement du pont de Poulguinan (ouvert en 1974), qui franchit l'Odet et permet aux automobilistes d'éviter le centre de Quimper pour rejoindre la voie express RN 165.
En 1997 Pluguffan forme avec Quimper, Ergué-Gabéric, Guengat, Locronan, Plogonnec et Plonéis la communauté d'agglomération de Quimper Communauté, laquelle fusionne le 1er janvier 2017 avec la Communauté de communes du Pays Glazik et la commune de Quéménéven pour former Quimper Bretagne occidentale..

### LeXXIesiècle
Des désaccords au sein du conseil municipal, à propos du complexe de loisirs du Cosquer qu'elles jugeaient trop coûteux et des modalités d'emprunt, provoquent le 24 août 2022 le retrait de leurs délégations à deux adjointes, Nathalie Cadiou-Le Berre et Magali Le Breton, par le maire Alain Decourchelle. Les deux élues portent plainte contre le maire pour diffamation le 17 janvier 2023.

## Politique et administration

### Liste des maires

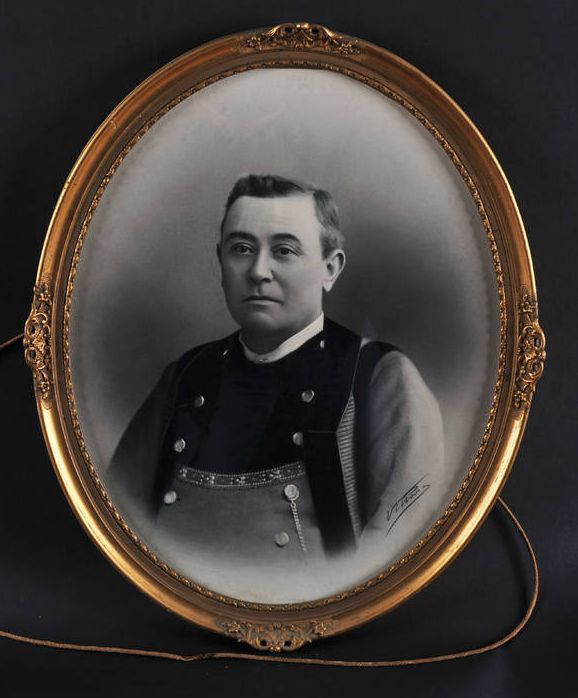
Portrait d'Henri Coadou, maire entre 1919 et 1925.

| Période      | Période  | Identité                        | Étiquette     | Qualité |
| ------------ | -------- | ------------------------------- | ------------- | --- |
| 1790         |          | Alain Daniel                    |               | |
| avant 1799   | 1800     | Germain Antoine Paugam          |               | |
| 1800         | 1801     | Yves Le Bellec                  |               | Révoqué le 12 floréal an IX (2 mai 1801), de même que son adjoint Larhant.                                      |
| 1803         | 1806     | Joseph Le Bellec                |               | Cultivateur. Ne sait pas signer.                                                                                |
| 22 juin 1806 | 1814     | Louis Enjobert de Martillat     |               | Émigré à Londres pendant la Révolution française. Propriétaire à Kerascoët.                                     |
| 1814         | 1829     | Yves Le Bellec                  |               | Cultivateur. Neveu de Joseph Le Bellec, maire entre 1803 et 1806                                                |
| 1830         | 1869     | Michel Larhant                  |               | Cultivateur. |
| 1869         | 1919     | Stanislas Delécluse de Longraye |               | Cultivateur. Décédé en 1919 âgé de 84 ans.                                                                      |
| 1919         | 1925     | Henri Coadou                    |               | Commerçant et cultivateur.                                                                                      |
| 1925         | 1928     | Paul Manière                    |               | Notaire. |
| 1928         | 1947     | Corentin Larvol                 |               | Cultivateur. |
| 1947         | 1972     | René Coadou                     | MRP puis CD   | Conseiller général de Quimper (1955 → 1970). Fils d'Henri Coadou, maire entre 1919 et 1925. Décédé en fonction. |
| 1972         | 1977     | Louis Coadou                    | SE            | Chirurgien-dentiste. Fils d'Henri Coadou et frère de René Coadou, deux anciens maires de Pluguffan.             |
| 1977         | 2001     | François Cuzon                  | RPR           | Ancien missionnaire en Chine entre 1946 et 1952. Maire pendant quatre mandats successifs ; battu en 2001.       |
| 2001         | 2008     | Annie Kerhascoët                | PS            | Chef de service. Élue en mars 2001.                                                                             |
| 2008         | 2014     | Dominique Closier               | PS            | Géomètre. Ne se représente pas en 2014.                                                                         |
| 2014         | en cours | Alain Decourchelle              | DVD puis LREM | Cadre dirigeant retraité, suppléant de la députée Annaïg Le Meur (2017-2022)                                    |

## Population et société

### Démographie
L'évolution du nombre d'habitants est connue à travers les recensements de la population effectués dans la commune depuis 1793. Pour les communes de moins de 10 000 habitants, une enquête de recensement portant sur toute la population est réalisée tous les cinq ans, les populations de référence des années intermédiaires étant quant à elles estimées par interpolation ou extrapolation. Pour la commune, le premier recensement exhaustif entrant dans le cadre du nouveau dispositif a été réalisé en 2006.

En 2022, la commune comptait 4 229 habitants, en évolution de +3,47 % par rapport à 2016 (Finistère : +2,16 %, France hors Mayotte : +2,11 %).
| 1793  | 1800  | 1806  | 1821  | 1831  | 1836  | 1841  | 1846  | 1851  |
| ----- | ----- | ----- | ----- | ----- | ----- | ----- | ----- | ----- |
| 1 014 | 1 128 | 1 142 | 1 373 | 1 366 | 1 372 | 1 392 | 1 500 | 1 504 |

| 1856  | 1861  | 1866  | 1872  | 1876  | 1881  | 1886  | 1891  | 1896  |
| ----- | ----- | ----- | ----- | ----- | ----- | ----- | ----- | ----- |
| 1 492 | 1 520 | 1 626 | 1 598 | 1 664 | 1 872 | 1 925 | 1 952 | 1 978 |

| 1901  | 1906  | 1911  | 1921  | 1926  | 1931  | 1936  | 1946  | 1954  |
| ----- | ----- | ----- | ----- | ----- | ----- | ----- | ----- | ----- |
| 1 922 | 2 021 | 1 980 | 1 852 | 1 976 | 1 713 | 1 634 | 1 594 | 1 559 |

| 1962  | 1968  | 1975  | 1982  | 1990  | 1999  | 2006  | 2011  | 2016  |
| ----- | ----- | ----- | ----- | ----- | ----- | ----- | ----- | ----- |
| 1 536 | 1 639 | 2 203 | 3 107 | 3 238 | 3 155 | 3 314 | 3 616 | 4 087 |

| 2021  | 2022  | - | - | - | - | - | - | - |
| ----- | ----- | - | - | - | - | - | - | - |
| 4 213 | 4 229 | - | - | - | - | - | - | - |

### Manifestations culturelles et festivités
Un des centres du "Mondial Pupilles Football" de Plomelin. Les matchs sont joués au stade Bosser.

### Enseignement
Une école publique: maternelle et primaire St Exupéry, dont une classe bilingue (Div Yezh)
Une école catholique: maternelle et primaire Notre-Dame des Grâces

## Économie
- La commune de Pluguffan abrite l'aéroport de Quimper Cornouaille qui est géré par le groupement de Vinci Airports et de Keolis.
- Y est également implantée une station d'essais et de mesures rattachée au Centre d'essais des Landes.
- La société Krampouz, célèbre pour ses billigs y est installée.

## Culture locale et patrimoine

### Lieux et monuments
La commune abrite quatre monuments historiques :
- le manoir de Kerascoet, inscrit par arrêté du 13 mars 1991[95] ;
- le manoir de Kériner, inscrit par arrêté du 20 mai 1964[96] ;
- l'église Saint-Cuffan, classée par arrêté du 3 juillet 1916[97] ; de style gothique, elle date pour l'essentiel du XVe siècle (mais les piles du chœur sont formées d'un faisceau de colonnettes supportant des arcades en plein cintre datant du XIIe siècle ou du XIIIe siècle), mais a été remaniée les siècles suivants (le clocher par exemple est du XVIe siècle et le porche, qui est surmonté d'une salle des délibérations, date de 1587). La maîtresse-vitre, constituée de trois panneux trilobés, représente la Crucifixion, saint Jean et une Sainte Femme. La chapelle nord est dédée à Notre-Dame du Rosaire et celle du sud au Sacré-Cœur. Le maître-autel est dédié à saint Cuffan, l'autel du bas-côté nord à sainte Barbe et celui du bas-côté sud à Notre-Dame-de-Pitié. Une statue représente saint Cuffan en évêque. L'église a un second saint patron : saint Blaise et, traditionnellement, deux pardons étaient organisés : celui de saint Cuffan le dernier dimanche d'août et celui de saint Blaise le premier dimanche de mai[98].

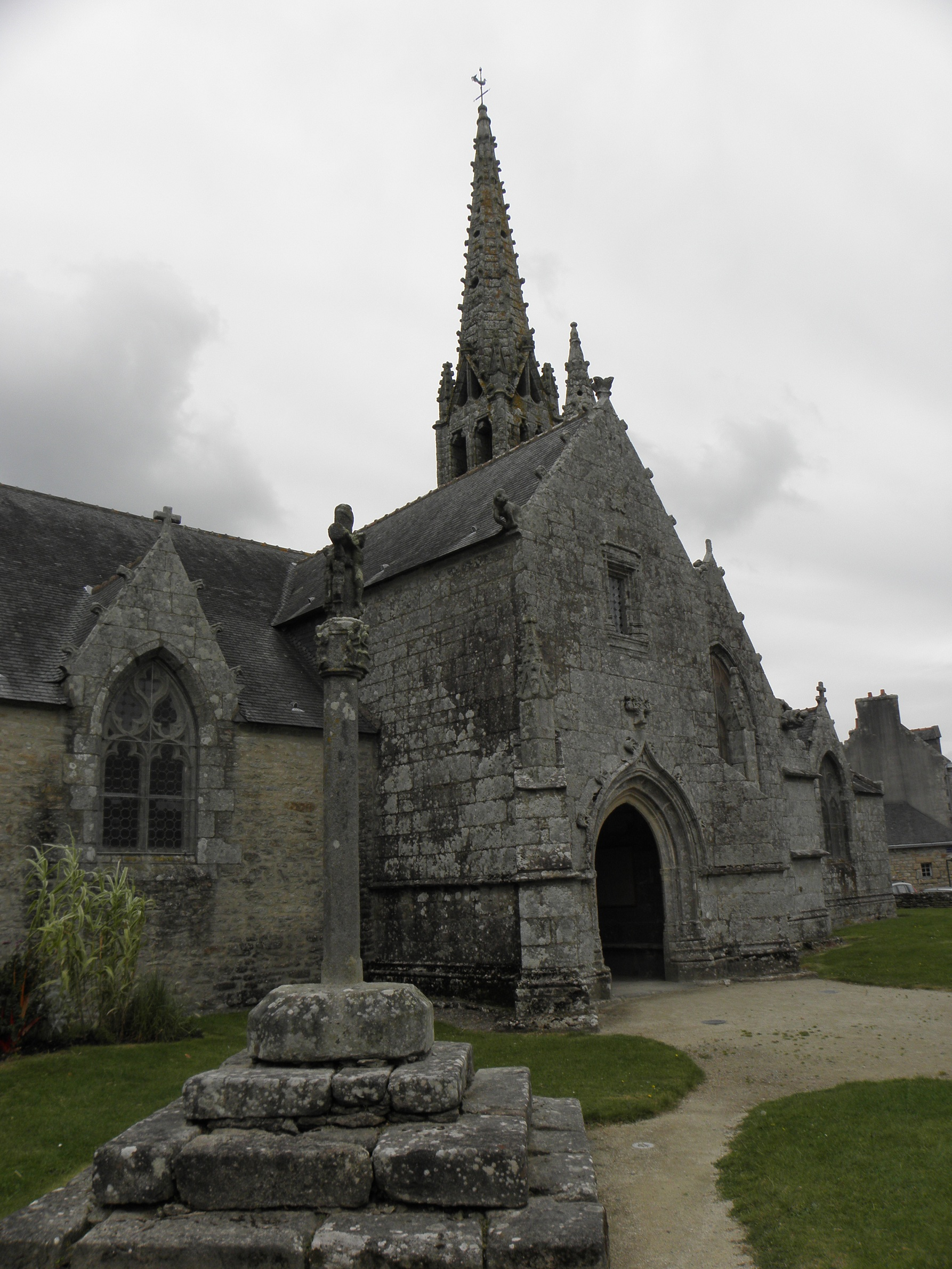
L'église paroissiale Saint-Cuffan : vue extérieure d'ensemble.
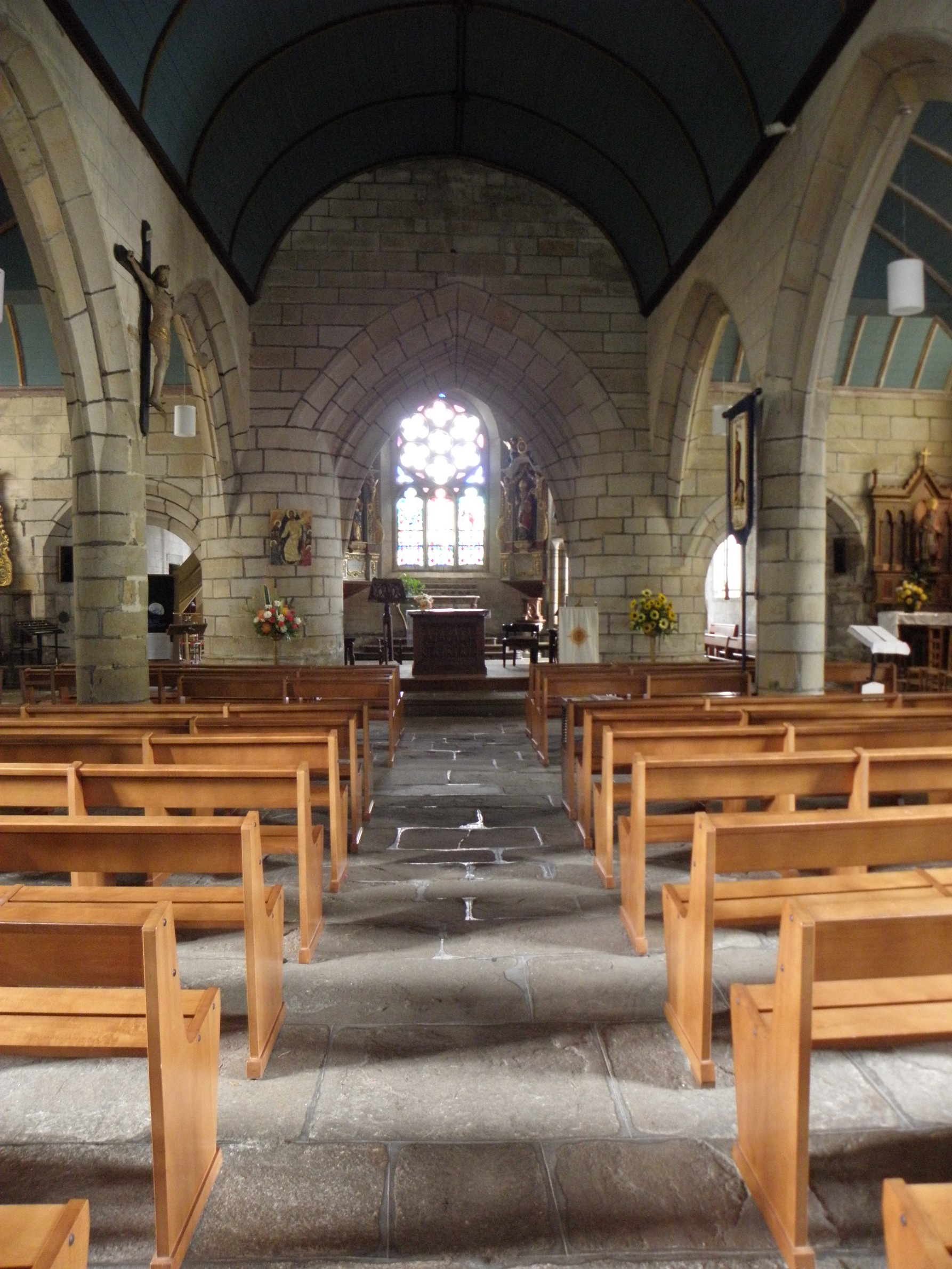
L'église paroissiale Saint-Cuffan : vue intérieure d'ensemble.
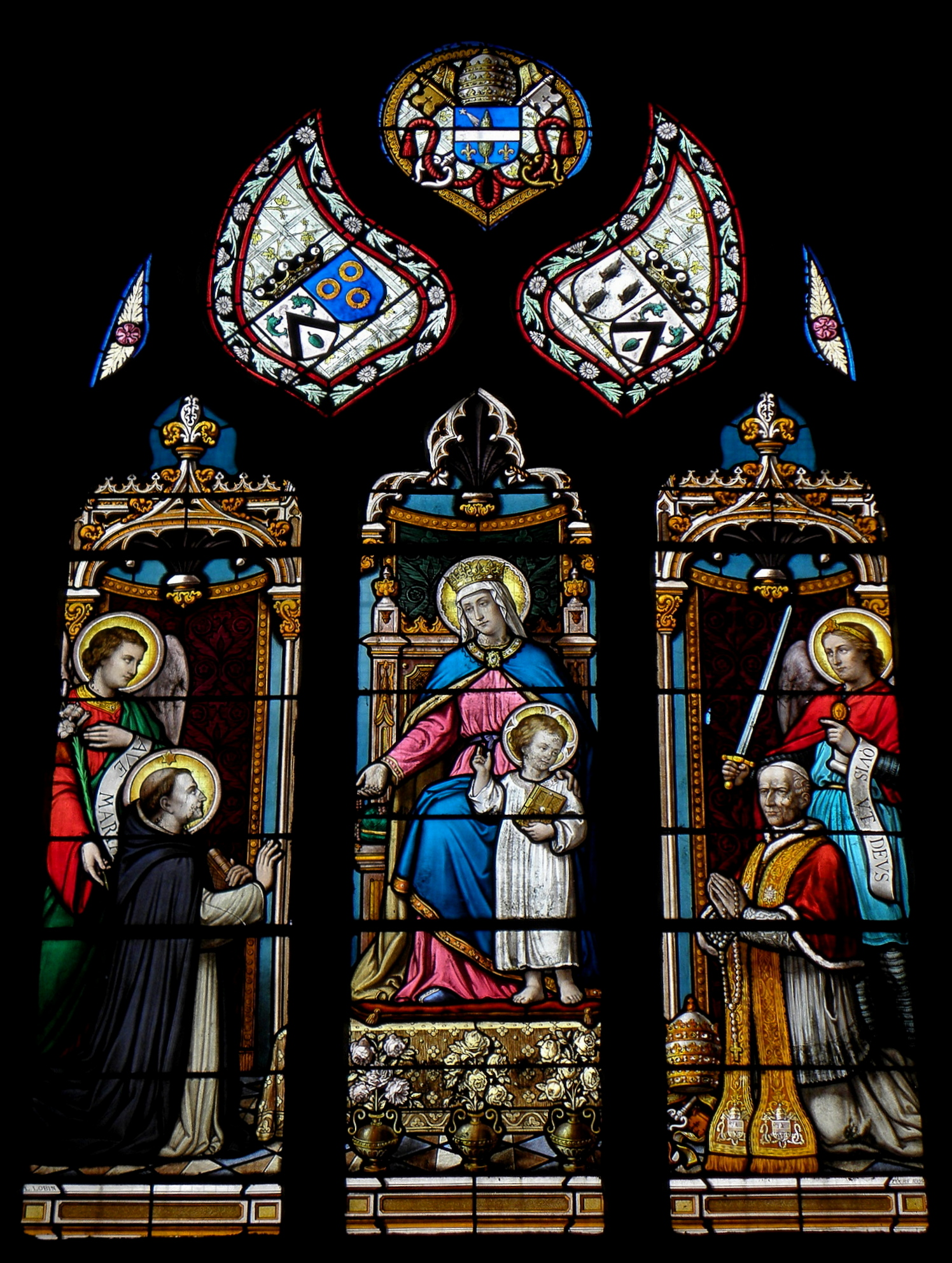
Église Saint-Cuffan : vitrail "Donation du rosaire à saint Dominique".
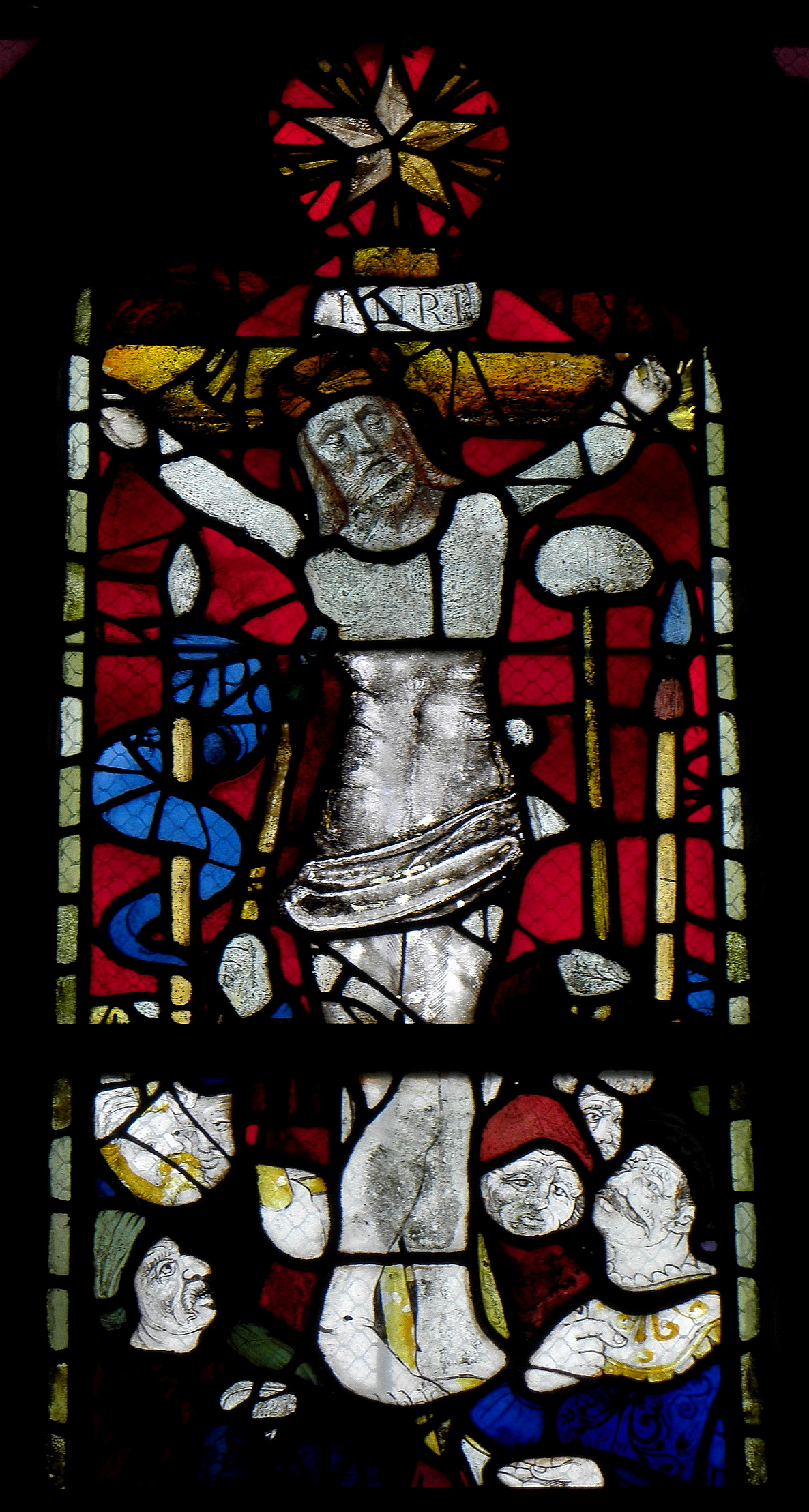
Église Saint-Cuffan : vitrail "Crucifixion".
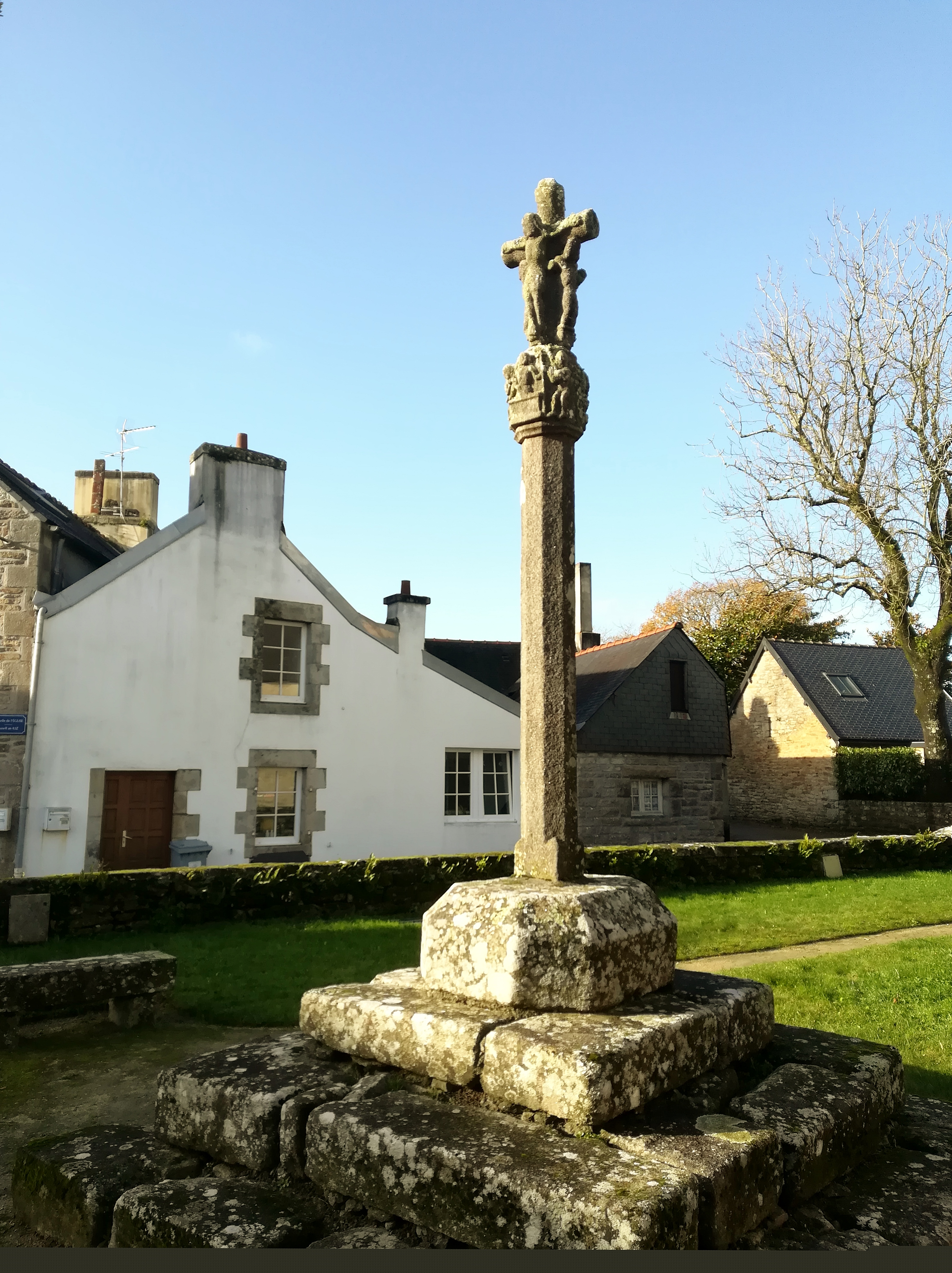
Le calvaire près de l'église Saint-Cuffan : vue d'ensemble.
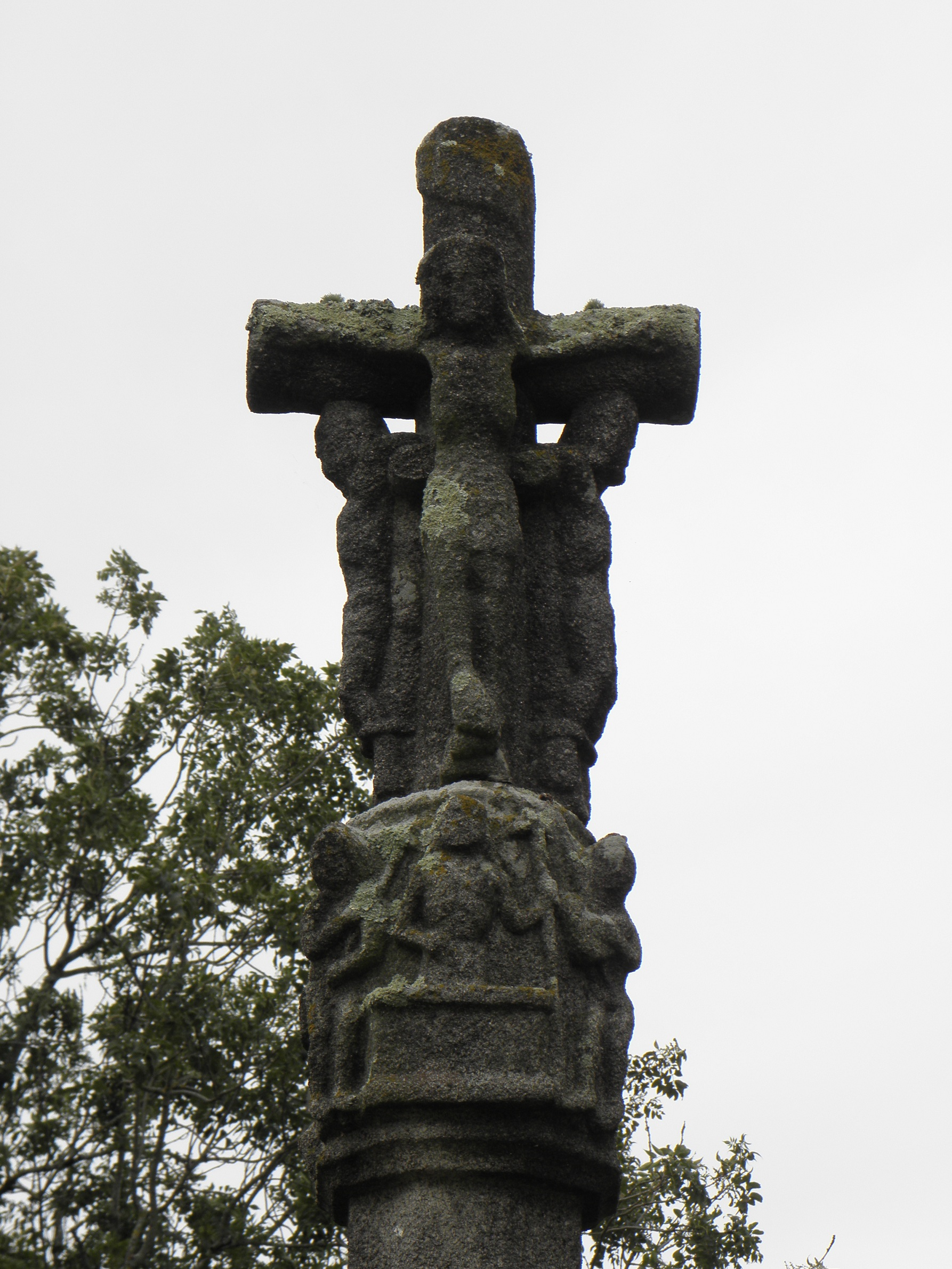
Le calvaire près de l'église Saint-Cuffan : partie sommitale.

- le dolmen de Ménez-Liaven, classé par arrêté du 8 avril 1922[99].

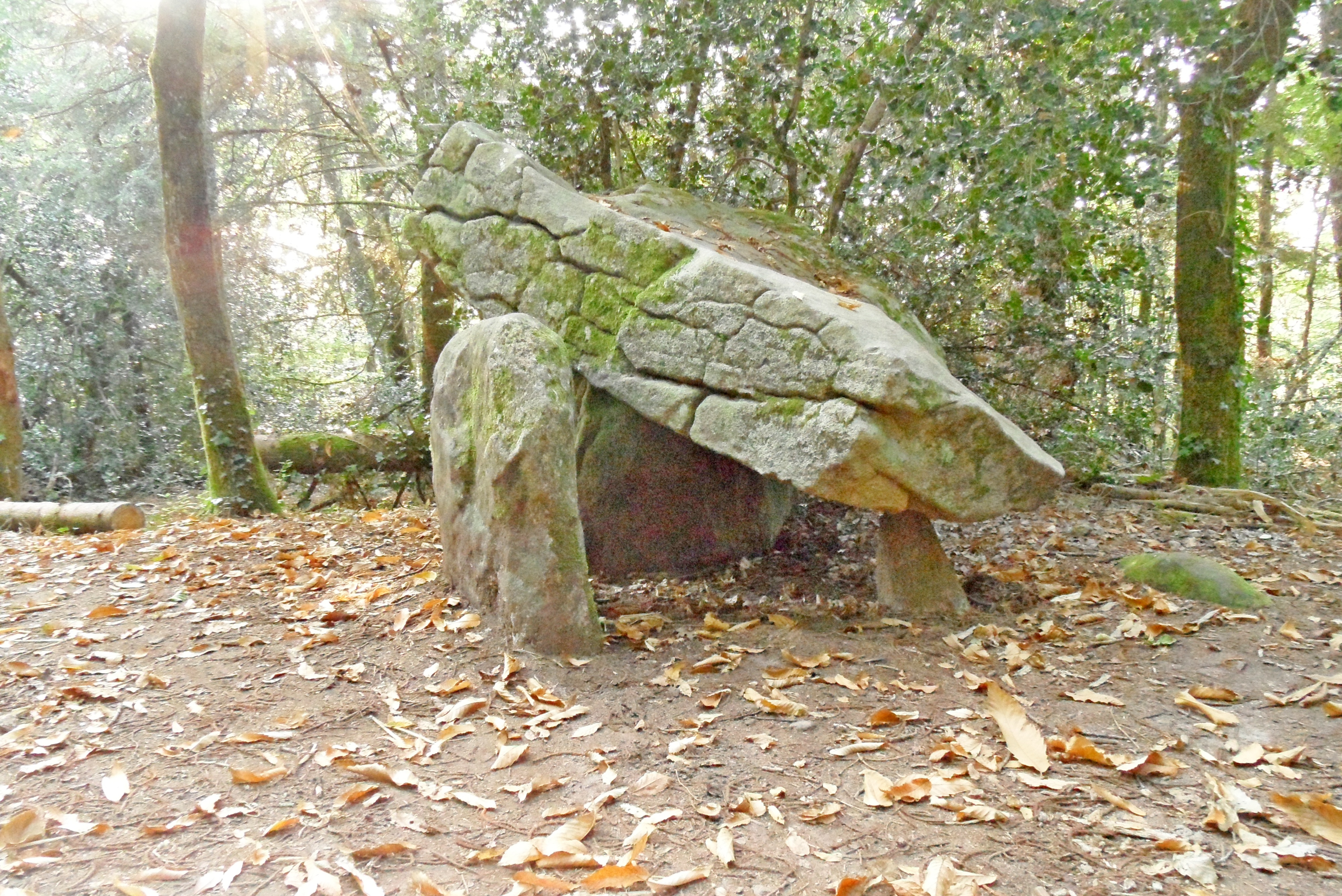
Le dolmen de Ménez-Liaven.

La commune abrite trois monuments non classés monuments historiques :
- la chapelle Notre-Dame de Grâces, reconstruite en 1685 afin de remplacer une chapelle plus ancienne, elle est agrandie en 1867 et restaurée en 2022. Elle est un mélange de style roman, gothique et Renaissance. Un pardon a lieu chaque année le premier dimanche de septembre et était très fréquenté[100]. Le Kantik d'an Itron Varia C'hras (Cantique en l'honneur de Notre-Dame de Grâce) est composé par Pierre Brélivet, en collaboration avec l'abbé Jean-Marie Gaonac'h. Le chant reçoit l'imprimatur (permission d'imprimer délivrée par l'autorité ecclésiastique) en septembre 1898. Composé d'un refrain et de douze couplets, il "témoigne de la ferveur du culte marial, avec ses ambiguïtés, d'ailleurs : Marie est universelle, à travers l'image de la Mère du Sauveur, mais a également un ancrage local qui peut se traduire par un certain "patriotisme de sanctuaire" de la part des fidèles (Michel Lagrée)"[101].
- le moulin de Meilh Coz ;
- le banc de l'oiseau qui a mangé le pain Ronan (5 juillet 1985).

Plusieurs chapelles ont disparu : la chapelle Saint-Guénolé, dans le village du même nom ; la chapelle de Keranguen (qui était dédiée à sainte Guen) ; la chapelle Neuve dans le village de la Grande-Boissière (vendue en ruine en 1810) ; les chapelles des châteaux de Keriner et de la Boissière.
Plusieurs croix existent dans la commune : outre celle près de l'église et celle près de la chapelle Notre-Dame-de-Grâce, Croaz ar bleou (la "croix des fleurs"), la croix de mission datant de 1869 et quelques autres (la Société archéologique du Finistère en a recensé 13 en tout).
Le lavoir de Kerfeneg An Dour ruz, totalement enfoui sous la végétation et rempli d'humus, a été restauré et un chemin carrossable aménagé pour y accéder en 2023.

### Tableaux

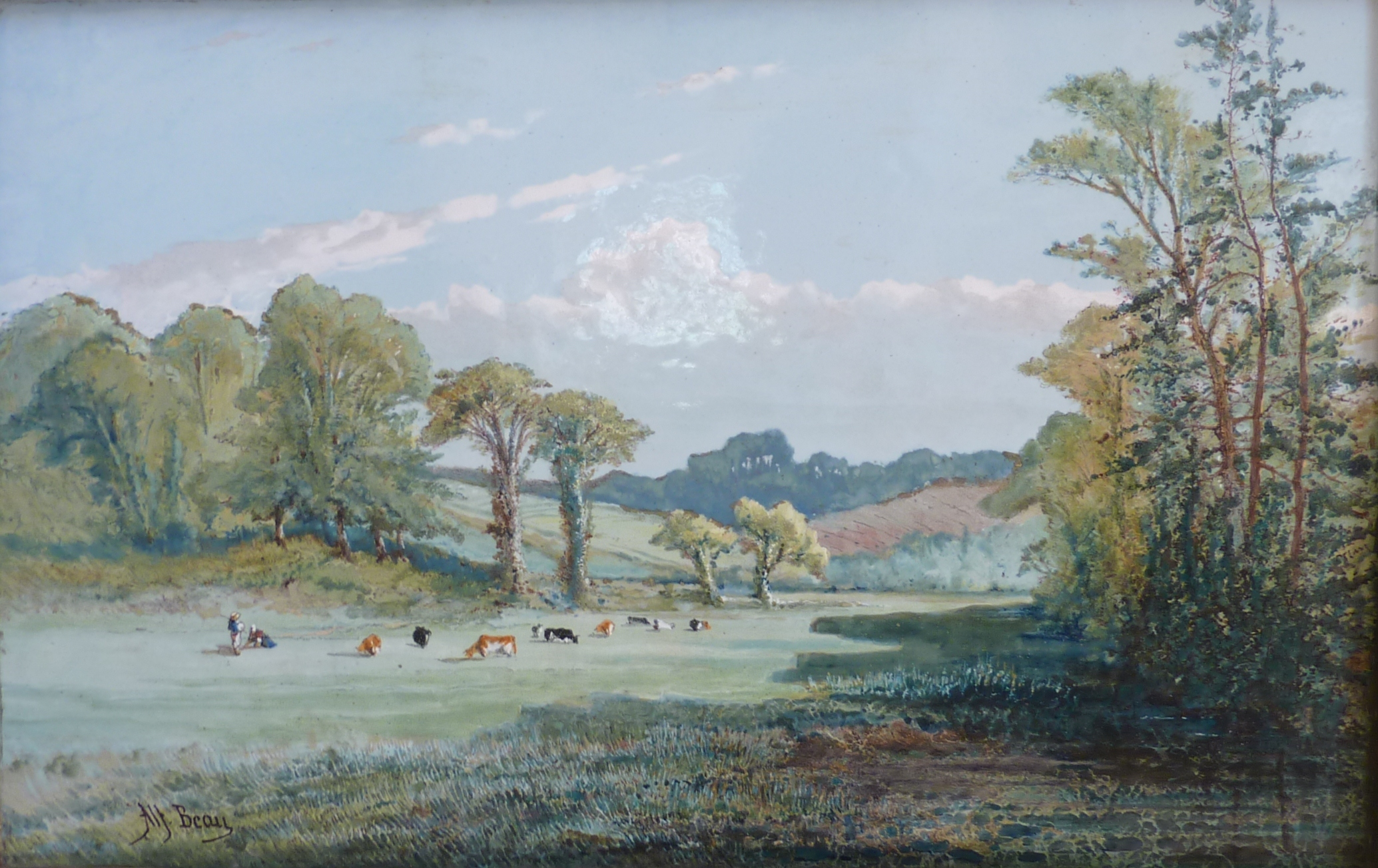
Alfred Beau : Marais de Pluguffan (peinture sur émail, manufacture Porquier, manoir de Kerazan, fondation Astor).

### Culture bretonne

#### Ya d'ar brezhoneg
L'adhésion à la charte Ya d'ar brezhoneg a été votée par le conseil municipal le 19 novembre 2004. Le label de niveau 2 de la charte a été décerné à la commune le 14 mars 2005. Le label de niveau 3 de la charte a été décerné à la commune de Pluguen le 11 décembre 2013.

#### Deskadurezh
Une filière bilingue a été créée à l'école publique Saint-Exupéry à la rentrée 2012.
À la rentrée 2016, 34 élèves étaient scolarisés dans les classes bilingues (soit 7,7 % des enfants de la commune inscrits dans le primaire).

#### Le cercle celtique"Kizhier Pluguen"

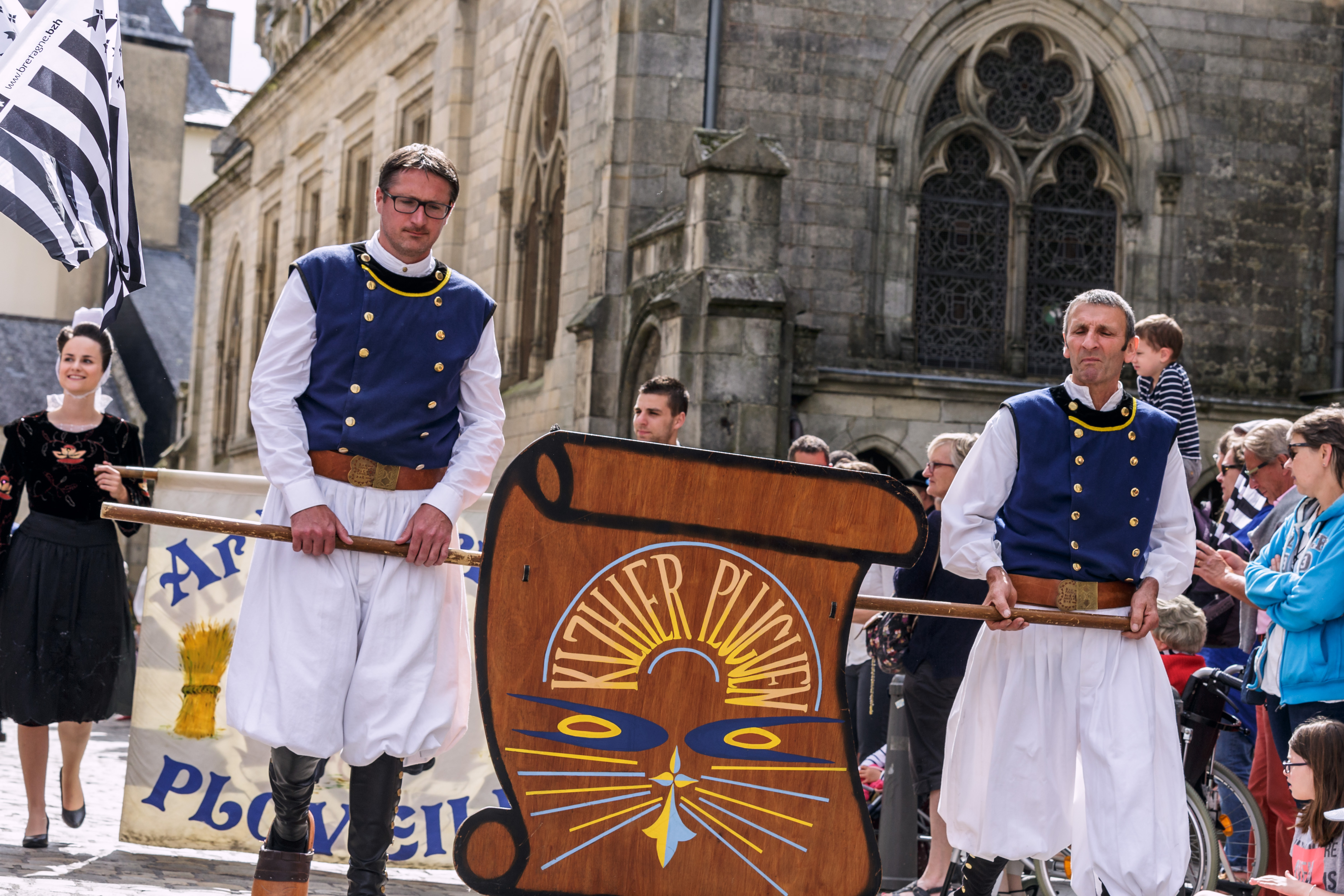
Le cercle celtique de Pluguffan au Festival de Cornouaille 2016.
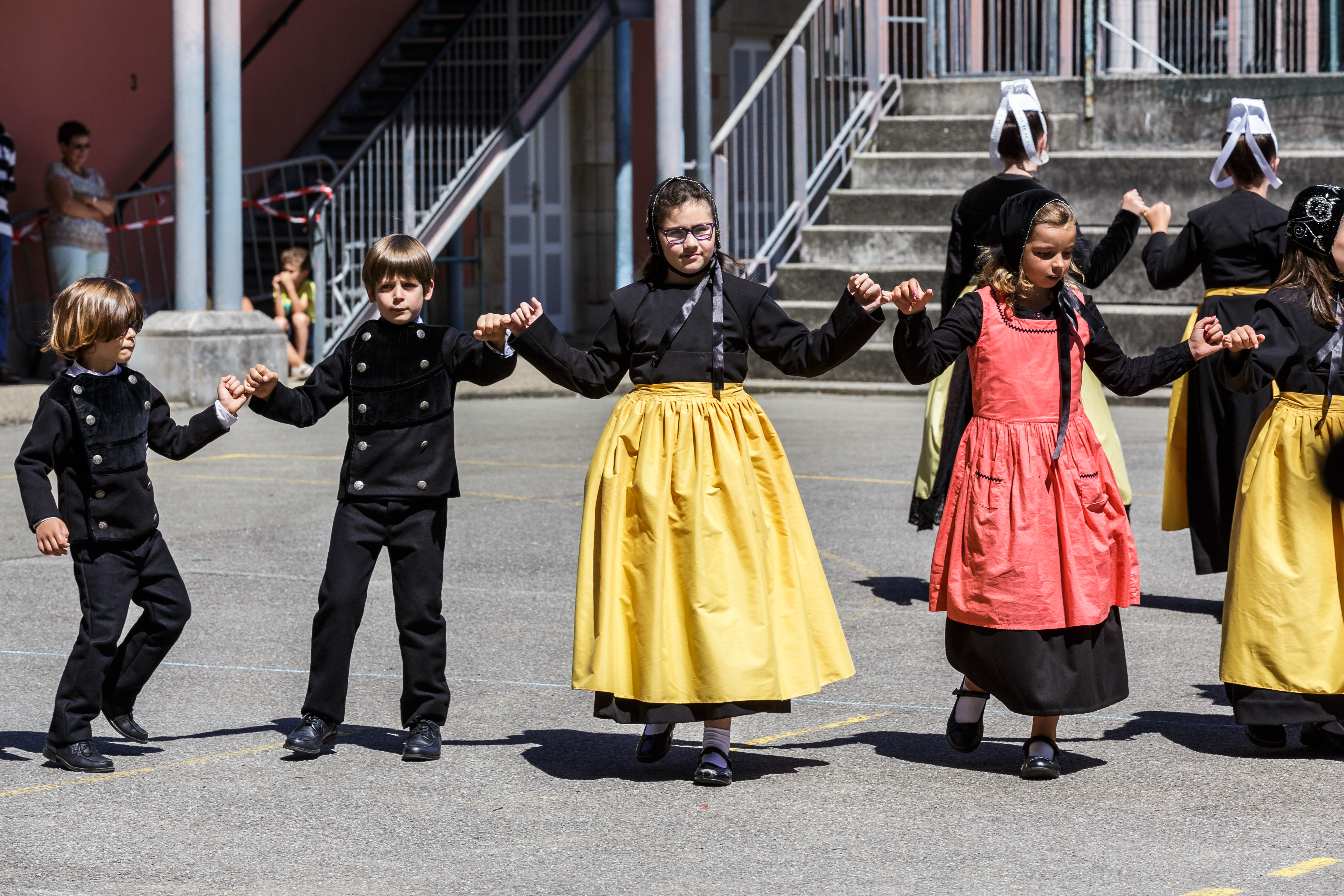
Le cercle celtique de Pluguffan au Festival de Cornouaille 2016 (spectacle donné par les enfants)

## Événement particulier
Du 30 mars au 1er avril 2024 : Le week-end de pâques 2024, l'aéroport de Pluguffan est le siège d'un teknival sauvage accueillant entre 6000 et 8000 participants.